# Historia de la hamburguesa

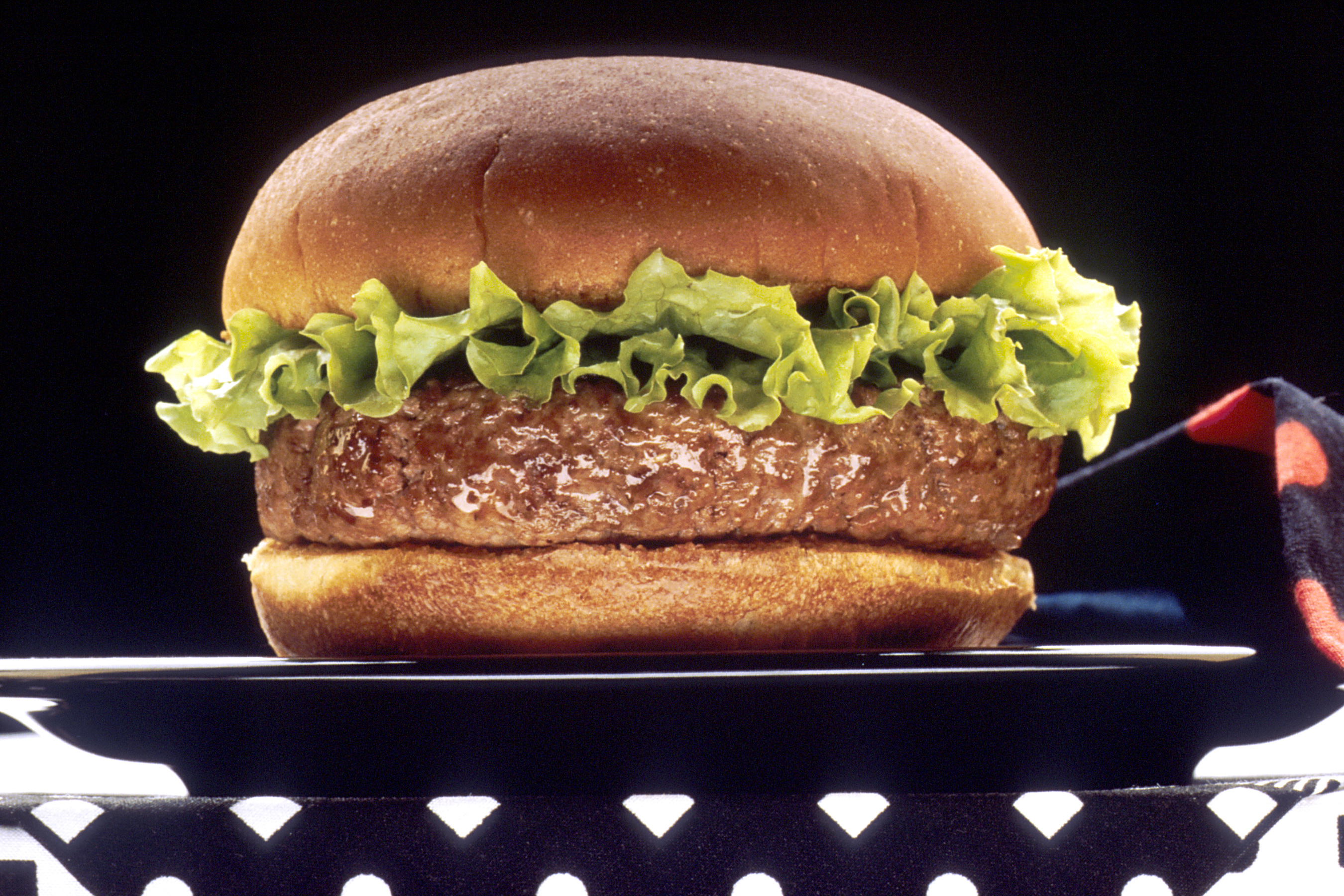
Hamburguesa de perfil mostrando sus ingredientes típicos: pan, lechuga y carne picada.

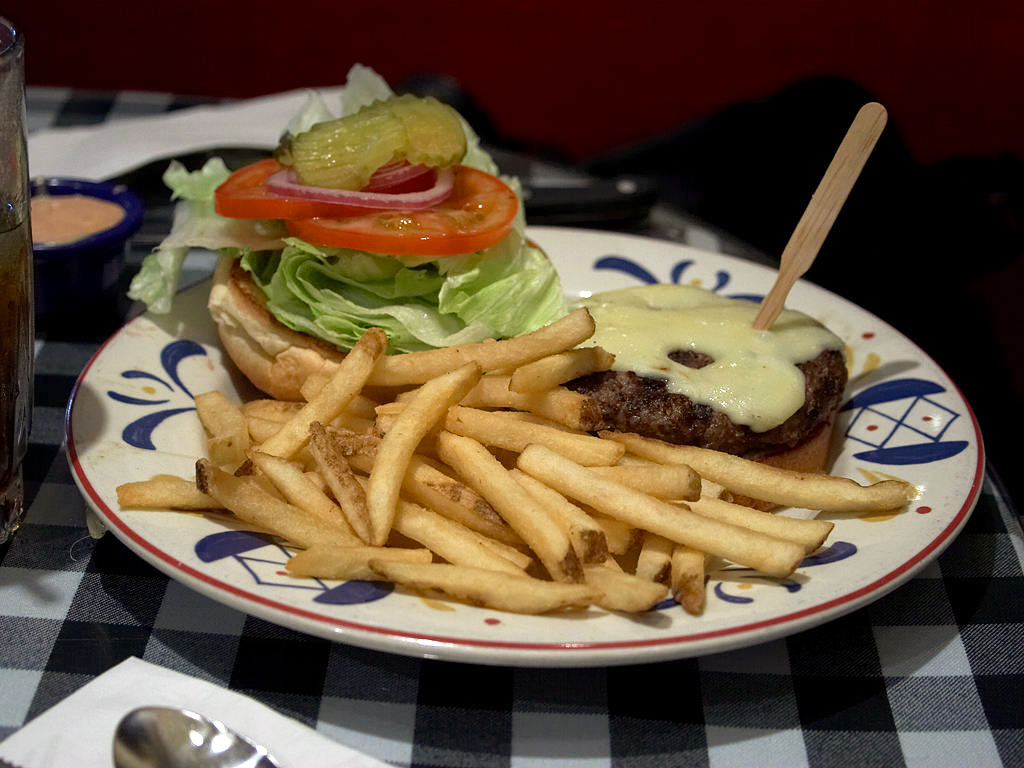
Hamburguesa abierta con queso fundido (conocida también por su denominación anglosajona cheeseburger) y patatas fritas servidas en un American diner (restaurante estadounidense).

Los orígenes de la hamburguesa son desconocidos, ya que no se conoce mucho acerca del mismo. Sin embargo, se sabe que fue elaborada por primera vez en el periodo que va desde finales del siglo XIX hasta comienzos del siglo XX. La hamburguesa moderna nace de las necesidades culinarias de una sociedad que, por su reciente industrialización, lleva un ritmo de vida más acelerado pero que necesita de un alimento de rápida preparación que aporte los ingredientes necesarios en un solo alimento. 
Este alimento es considerado como un alimento procesado y su origen es poco claro. Muchos piensan que es de origen americano, pero se cree que realmente se originó en Hamburgo, ya que en este territorio son muchas las familias que se atribuyen su creación, y quienes se disputan el honor de haber sido los primeros en poner dos rebanadas de pan a un filete de carne picada de vacuno (hamburger steak). 
Poco después de componer la hamburguesa con sus dos panes, comenzó a aderezarse con todos sus acompañamientos característicos: cebollas, hojas de lechuga, rebanadas de encurtidos, queso, etc. Cabe destacar que los ingredientes básicos empleados en su elaboración, es decir, el pan y la carne de vacuno, se consumían por separado desde hace mucho tiempo.
La historia de este alimento es notable por diversos motivos. Durante el transcurso del siglo XX, dicha historia va acompañada de diversas polémicas, como por ejemplo la controversia nutricional de finales de los años 1990. La hamburguesa se identificó con un país, Estados Unidos, y con un estilo de alimentación emergente: el fast food. La hamburguesa, junto con el fried chicken y el apple pie, forma parte del conjunto de alimentos iconos de la gastronomía estadounidense.
Su expansión a través de todos los continentes pone de manifiesto el proceso de globalización de la alimentación humana; cabe pensar que otros muchos alimentos han seguido sus pasos globalizadores: el döner turco, la pizza italiana o el sushi japonés entre otros. La hamburguesa se ha propagado como alimento por todo el mundo, quizás por ser sencilla de comprender en las diferentes culturas culinarias del mundo. Esta globalidad culinaria se ha producido, en parte, por un nuevo concepto de vender alimentos procesados que nace en los años 1920 con la cadena de restaurantes White Castle (cuyo ideólogo es Edgar Waldo «Billy» Ingram) y que se perfecciona en la década de 1940 con McDonald's (dirigida por el ejecutivo Ray Kroc). Esta expansión mundial ha proporcionado comparativas económicas como el Índice Big Mac, que permite comparar el poder adquisitivo de distintos países donde se vende la hamburguesa Big Mac de la cadena de restaurantes de comida rápida McDonald's.
La hamburguesa es un alimento en el que se refleja parte de la historia del siglo XX y al que, por diversos motivos, se le ha atribuido un cierto simbolismo.
La hamburguesa ha cumplido en la actualidad más de un siglo de existencia en la alimentación humana y puede decirse que su relativamente corta historia ha tenido más literatura que otros alimentos similares y contemporáneos como pueden ser el hot dog estadounidense, el currywurst alemán o la pizza italiana.

## La vieja hamburguesa

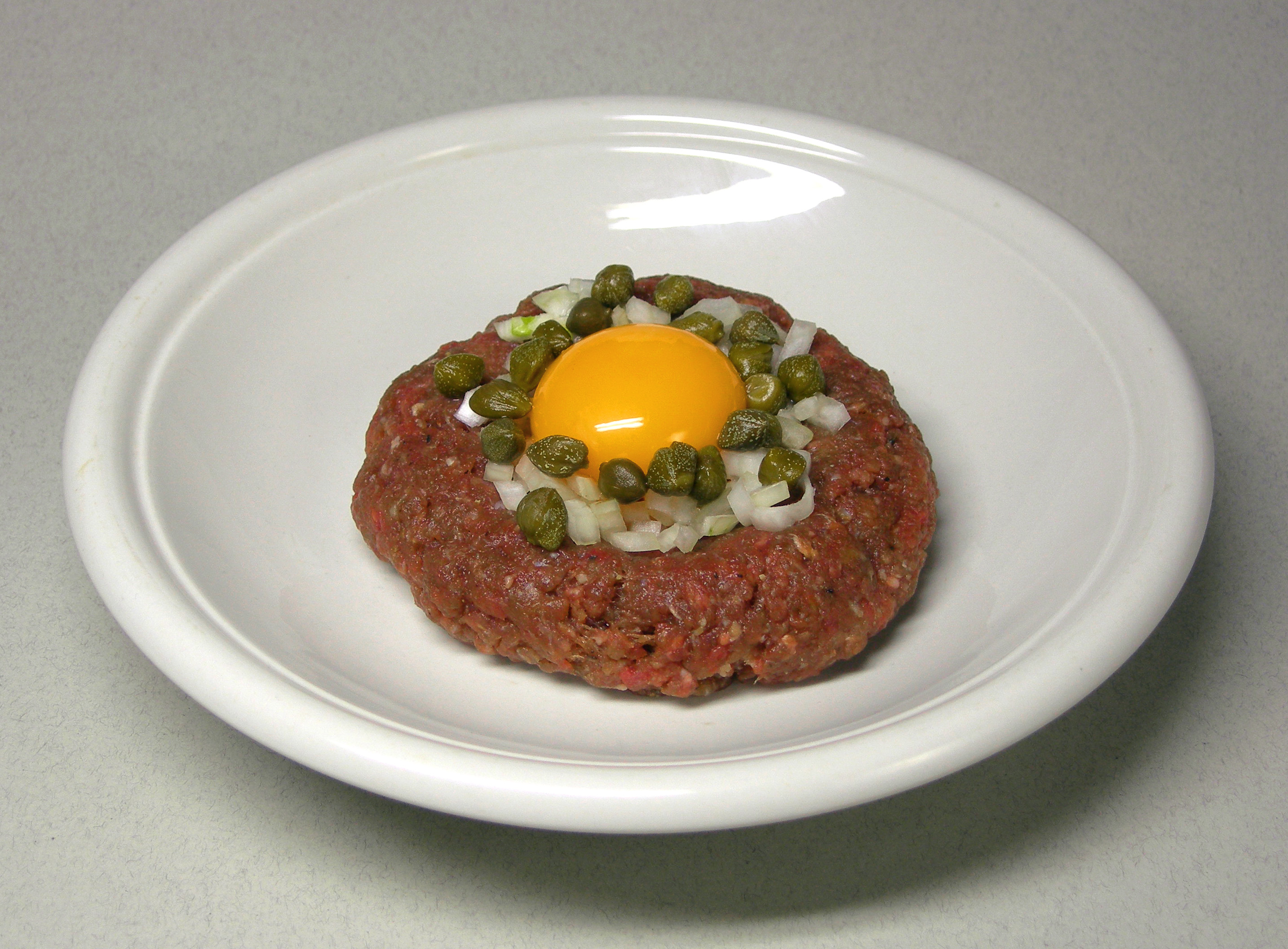
Un filete tártaro.

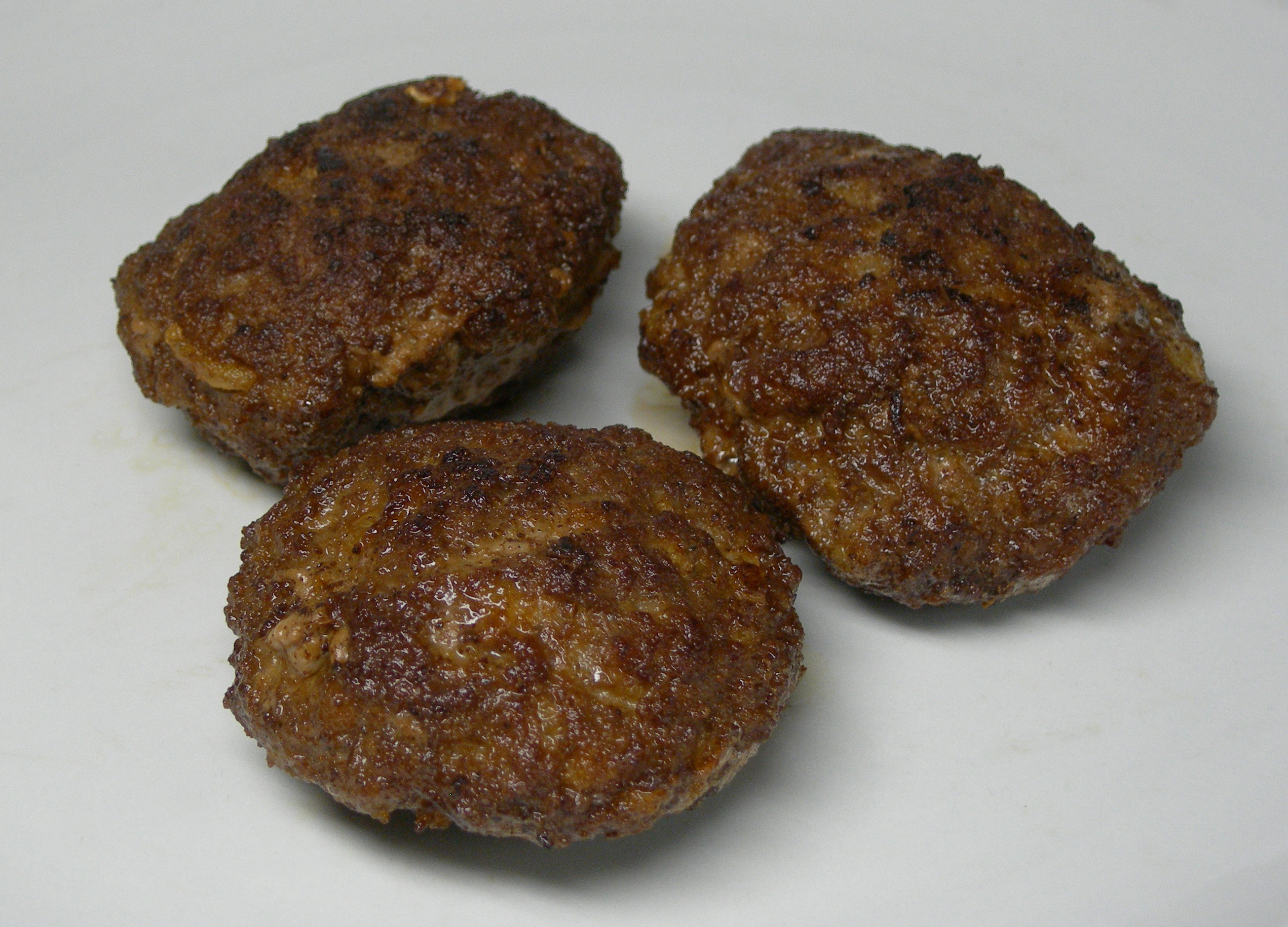
Tres Buletten alemanas (Frikadellen, Fleischpflanzerl).

La más antigua referencia que se conoce acerca de esta preparación data del imperio romano, y se encuentra documentada en el libro De re coquinaria (Sobre materia de cocina). En dicha obra, Marco Gavio Apicio, patricio y gastrónomo romano que vivió durante el reinado del emperador Tiberio, describe la preparación de la isicia omentata, la cual es, básicamente, lo que hoy se conoce como hamburguesa.
Es probable que este plato fuera utilizado por las legiones romanas en campaña debido a su facilidad para transportarlo y cocinarlo. Los ejércitos romanos pudieron haberla introducido durante la ocupación de Germania.
Mucho antes de que se produjera la disputada invención de la hamburguesa en Estados Unidos, en Europa ya existían alimentos con ciertas similitudes culinarias. En el siglo XII, los mongoles, una tribu nómada, acostumbraban a portar durante sus continuas travesías su propia comida, compuesta por diversas variedades de lácteos (airag) y carne de animales (caballo o camello). En la época de Gengis Kan (1167-1227), su ejército de jinetes llegó a ocupar hacia el Oeste parte de los territorios actuales de Rusia, Ucrania y Kazajistán, formando la denominada Horda de Oro. Este ejército de caballería se movía rápido, por lo que, cuando no les era posible detenerse para comer, estaban obligados a tener que alimentarse mientras cabalgaban. Por ello ponían unos trozos de carne en forma de filetes bajo las sillas de montar y así la carne se desmenuzaba con el trotar constante y se cocinaba con el calor animal. Se dice que este alimento a base de carne picada se propagó por el vasto territorio del Imperio mongol hasta su escisión en la década de 1240. Era habitual que siguieran a los ejércitos agrupaciones de diferentes animales (rebaños o manadas de caballos, ovejas, bueyes, etc) que proporcionaban la contribución proteica necesaria para la dieta de los guerreros. Marco Polo hace descripciones de las costumbres culinarias de los guerreros mongoles, indicando que la carne de un poni podía proporcionar la comida diaria a cien guerreros.
Cuando los ejércitos mongoles invadieron Rusia, sus jinetes dejaron la impronta de la carne de caballo picada que posteriormente se denominó filete tártaro. La primera receta en restaurantes de esta comida no aparece hasta el año 1938. Aunque sin proporcionar un nombre claro, la primera descripción del filete tártaro la hizo el escritor Julio Verne en 1875 en su novela Miguel Strogoff. Entre el filete tártaro y el Labskaus alemán existen ciertas similitudes, al igual que con el Mett. Otras carnes picadas crudas como el carpaccio italiano aparecieron en el siglo XX; el carpaccio fue inventado en 1930 en el Harry's Bar de Venecia. De la misma forma, una de las referencias documentales más antiguas a una «salchicha de Hamburgo» («Hamburgh Sausage» en inglés) aparece en 1763 en el libro de cocina titulado Art of Cookery de la autora británica Hannah Glasse (1708-1770). La salchicha de Hamburgo se realiza con carne picada y una gran variedad de especias: nuez moscada, clavo, pimienta negra, ajo o sal, y se aconseja que se sirva acompañada de una tostada. Una amplia variedad de platos tradicionales europeos se elaboran con carne picada, como el pastel de carne, el pljeskavica serbio, los kofta árabes, las albóndigas, etc.
Mientras la carne picada se empleaba en diversas culturas de Europa y Asia Central, la historia del otro ingrediente de la hamburguesa, el pan, había transcurrido por cauces diferentes. Entre sus múltiples utilizaciones, es indudable que tenía la de proporcionar soporte a otros alimentos, pero la descripción de ese uso con la palabra sándwich no se hace hasta el siglo XVIII. A pesar de las múltiples versiones acerca de la invención y de ser reclamado en muchas culturas como propio, al sándwich se le otorgó este nombre alrededor de 1765 gracias a un aristócrata inglés llamado John Montagu, IV Conde de Sándwich, a quien le gustaba comer de esa forma para poder jugar a las cartas sin mancharse los dedos. No obstante, no fue hasta 1840 cuando la cocinera Elizabeth Leslie describió en su libro de cocina la receta de un sándwich por primera vez en la gastronomía de Estados Unidos. El pan siempre había formado parte de la elaboración de todo tipo de procesos alimentarios, incluso de salsas, por ejemplo las descritas por Marie-Antoine Carême en su obra compendio titulada L'art de la cuisine française au XIXe siècle.

### Hamburgo y su puerto

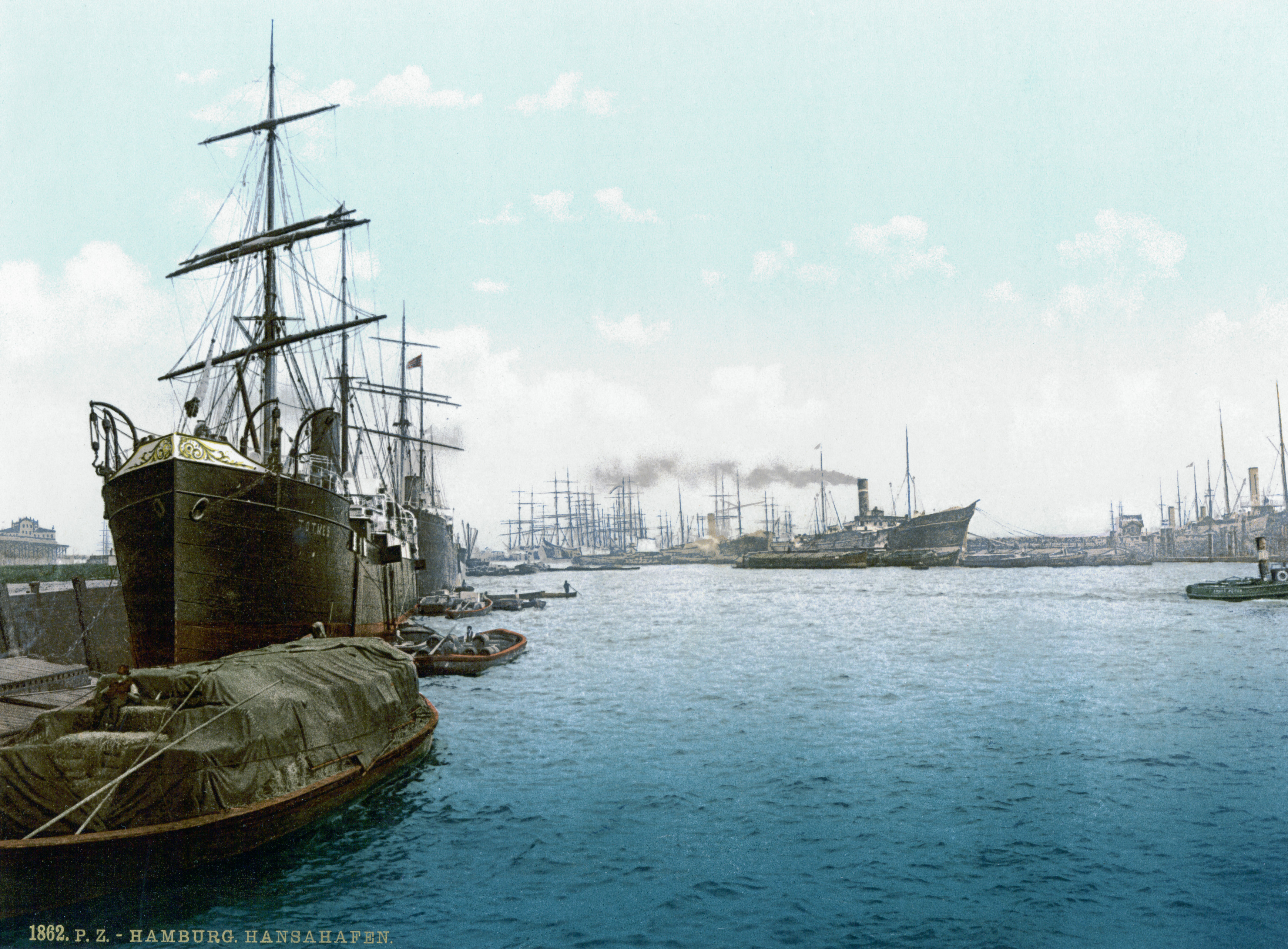
El puerto de Hamburgo en la década de 1890.

La carne picada era una delicia poco habitual en la cocina medieval. Ya la carne misma era un ingrediente reservado exclusivamente a las clases más favorecidas. El hecho de picar carne apenas se realizaba en las carnicerías medievales y en los libros de recetas de la época no aparece esta operación culinaria si no es como parte de la elaboración de embutidos con el objeto de preservar la carne. En el siglo XVII, los barcos procedentes de Rusia traen consigo las recetas y las costumbres del filete tártaro al puerto de Hamburgo, por lo que la abundante presencia allí de ciudadanos rusos hizo que en aquella época se denominase al puerto de Hamburgo (en alemán Hamburger Hafen) «el puerto ruso». Las transacciones comerciales que llevó a cabo la Liga Hanseática del siglo XIII al XVII hicieron de este puerto uno de los más importantes de Europa y su trascendencia comercial fue acrecentándose a medida que se instauraron los viajes transatlánticos a vapor. Durante el periodo de la colonización europea de América, el gran flujo de emigrantes convierte a este puerto en una especie de «puente» entre las viejas recetas de cocina europeas y las que en un futuro se elaborarán en los restaurantes de los destinos estadounidenses.
Durante la primera mitad del siglo XIX, Hamburgo está establecido como uno de los puertos más importantes en la travesía transatlántica hacia América de pasajeros y mercancías. La mayoría de los emigrantes que viajaban al «Nuevo Mundo» embarcaban allí. De esta forma, la compañía alemana Hamburg America Line —denominada también Hamburg Amerikanische Packetfahrt Actien Gesellschaft (HAPAG)— se convirtió durante casi un siglo en la compañía de transporte de mercancías y personas a través del Atlántico con más volumen de tráfico. La compañía comenzó a operar en 1847 y los inmigrantes alemanes empezaron a utilizarla, muchos de ellos huyendo de la Revolución de Marzo. La gran mayoría de los colonos e inmigrantes procedentes de diversas partes de Europa del Norte tomaron este puerto para dirigirse a los Estados Unidos, introduciendo sus costumbres culinarias en el país de acogida. La ciudad de Nueva York era el destino más habitual de los barcos que viajaban desde la ciudad hanseática. En los diversos restaurantes de la Gran Manzana se ofrecían los filetes al estilo de Hamburgo con el objeto de atraer a los marineros alemanes. En los menús aparecía frecuentemente steak cooked in the Hamburg style («filete [estadounidense] cocinado al estilo de Hamburgo»), o incluso bifteck à hambourgeoise. Esta situación hizo que, desde Estados Unidos, cualquier preparación elaborada con carne picada evocara en los inmigrantes europeos recuerdos del puerto y, por extensión, del mundo que dejaron atrás.

### Proto-hamburguesa: «Hamburg steak»
A finales del siglo XIX se populariza en los menús de los restaurantes del puerto de Nueva York un plato que puede considerarse precursor de la hamburguesa: el «Hamburg steak». Se trata de una especie de filete de carne de vacuno picada a mano, ligeramente salado (a veces ahumado) y servido normalmente crudo en un plato junto con cebollas y algunas migas de pan. Es muy posible que los inmigrantes alemanes llevaran sus propias costumbres al nuevo mundo donde iban a vivir. El documento más antiguo que hace referencia al Hamburg steak es un menú del Delmonico's Restaurant que en 1837 ofrecía a su clientela por diez centavos un plato de este estilo elaborado por el chef estadounidense Charles Ranhofer (1836-1899). Este precio puede considerarse elevado para la época, ya que era el doble de lo que se pagaba por un simple filete de carne de vacuno (beef steak).
A pesar de ello, el Hamburg steak fue cobrando popularidad gracias a su facilidad de preparación y a que su precio fue disminuyendo a medida que se acercaba el final del siglo. Prueba de dicha popularidad está en que algunos libros de cocina populares de la época ya mencionan su elaboración detalladamente. Hay documentos que evidencian que esta preparación cárnica se daba en 1887 en algunos restaurantes de Estados Unidos y que también se empleaba para alimentar enfermos en los hospitales. En estos documentos, la carne del Hamburg steak se menciona cruda o ligeramente cocinada y acompañada de un huevo crudo.
En los menús de los restaurantes de Estados Unidos de la época, se pueden encontrar diversas recetas; en uno de ellos, por ejemplo, el «Hamburg Beefsteak» se ofrecía al público como desayuno.
Una variante similar del hamburg steak es el famoso salisbury steak (servido generalmente con una salsa tipo gravy en textura similar a la salsa marrón), inventado por el doctor James Salisbury (1823-1905); se puede decir que el término «salisbury steak» se emplea en Estados Unidos desde el año 1897. Hoy día, en la ciudad de Hamburgo, así como en algunos lugares del norte de Alemania, se denomina a este tipo de plato cocinado «Frikadelle», «Frikadellen» o incluso «Bulette», recordando mucho este plato en la actualidad a una albóndiga. Otro plato tradicional en Hamburgo (así como en Schleswig-Holstein) y que podría estar emparentado con la hamburguesa es el tradicional Rundstück warm. Sea como sea, la palabra «Hamburger» es el gentilicio en inglés y alemán de la ciudad de Hamburgo. Así, el término «hamburger steak» es reemplazado metonímicamente por «hamburger» hacia 1930 y en años posteriores se convierte en simplemente «burger». Este último término se usa como sufijo para crear neologismos con los que se denominan las distintas variantes de la hamburguesa: cheeseburger (hamburguesa con queso), baconburger (hamburguesa con panceta), porkburger (hamburguesa de cerdo), mooseburger (hamburguesa de alce), etc. Existen otros alimentos que aluden a topónimos alemanes que sufren acortamientos similares al adaptarse al inglés estadounidense, como ocurre con las frankfurter, abreviadas como «frank».

## La nueva hamburguesa

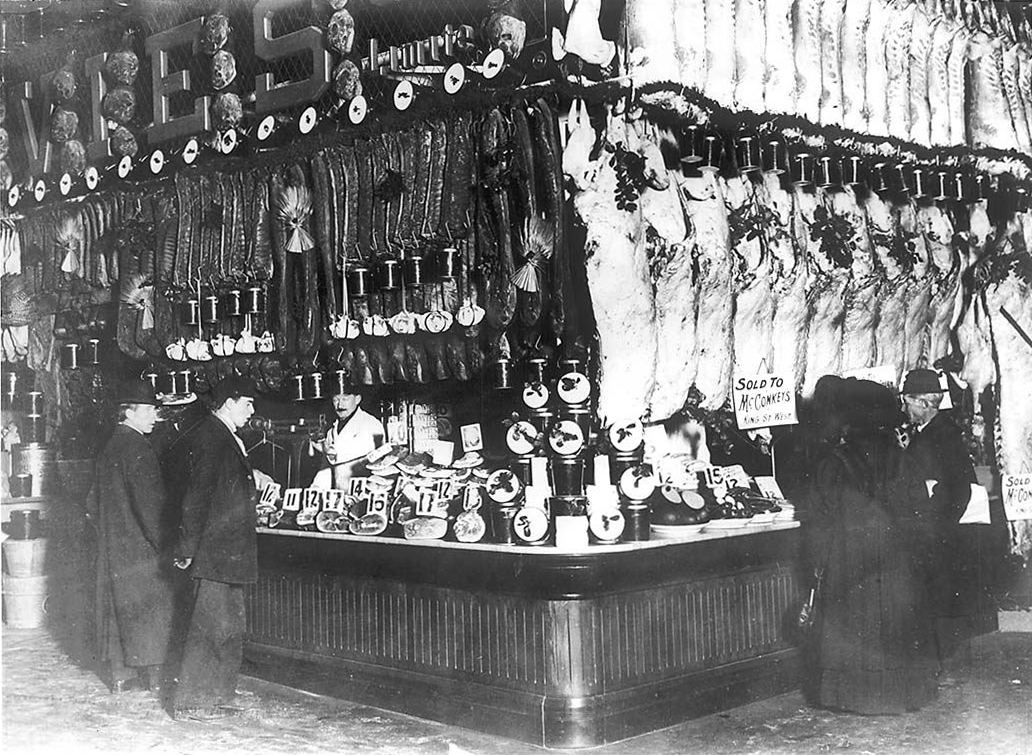
Puesto de William Davies Company en el St. Lawrence Market de Toronto (Canadá). Escenas como esta, muestran el gran mercado floreciente de la carne que emergía a comienzos del en Estados Unidos.

Las recetas de los platos —muestra de su añoranza— viajan  con los inmigrantes a nuevos países y en su destino alcanzan otras dimensiones. Algunos autores ponen en duda que la línea Hamburg America Line proporcionara esos orígenes de la hamburguesa en el «Nuevo Mundo», argumentando que la generación de este alimento se hizo por las necesidades que surgían espontáneamente en los colonos americanos. Otros, por el contrario, apoyan esta tesis de la línea marítima de Hamburgo como generadora de los primeros Hamburger steaks como añoranza de un mundo gastronómico dejado atrás en el «Viejo Mundo». El caso es que la hamburguesa que se conoce hoy en día, ha tenido muchos posibles inventores en el intervalo que va desde 1885 hasta 1904 (casi dos décadas), por lo que la hamburguesa es un producto alimenticio procesado que nació con el siglo XX y cumple ya un centenar de años. Se propagó por el mundo gracias al nuevo concepto emergente de «comida rápida» y al de un nuevo modelo empresarial: la franquicia.

### Nuevo continente: Estados Unidos

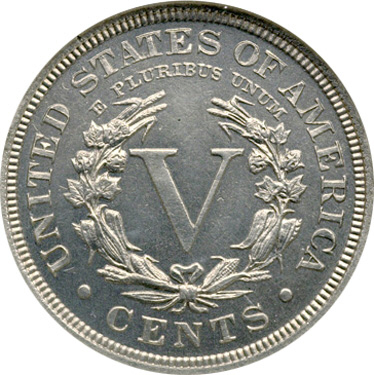
Un nickel (cinco centavos) fue el precio estándar de una hamburguesa en Estados Unidos durante varias décadas.

El avance técnico que ayudó a popularizar el Hamburg steak es el empleo de la mecánica para desmenuzar la carne de forma industrial. La invención de la primera máquina de picar carne se debe al ingeniero alemán Karl Drais que en el siglo XIX ideó, de manera novedosa, una máquina con esta funcionalidad. La máquina hizo posible que la carne picada estuviera disponible en el mercado en grandes cantidades y a precios más razonables. Posteriormente, hacia 1845, en Estados Unidos aparecen diversas patentes mejoradas acerca de los picadores de carne. Estas máquinas podían desmenuzar la carne a tamaños inimaginables hasta entonces. Antes de este invento, la carne picada se realizaba de forma casera, a mano, mediante el uso de tajaderas especiales para tal fin, siendo así posible que la cantidad de carne picada no fuera mucha debido a esta labor manual de desmenuzamiento anterior a su cocinado. Es muy probable que este invento haya contribuido de manera directa a la popularización del Hamburg steak y que poco a poco se fuesen olvidando sus raíces alemanas entre la población estadounidense de la época. La carne picada se empleaba en otros alimentos populares en la sociedad estadounidense, desde las salchichas a los pasteles de carne.
Otro desarrollo que facilitó la invención y popularización de la proto-hamburguesa, es la capacidad creciente de producir carne vacuna mediante la intensificación de la ganadería. Cada vez se dedica más superficie a la ganadería vacuna a finales de siglo XIX, crece el número de empleos como vaqueros, y pronto Estados Unidos pasa a ser uno de los mayores productores y consumidores de carne vacuna del mundo. Se declara la década de 1880 como la edad dorada del vacuno (The Golden Age of Beef) en que la abundancia en la producción rural hace que sea necesario transportar carne mediante el empleo del ferrocarril desde las zonas agrícolas a las zonas urbanas. Para ello se idea un sistema ferroviario de transporte de mercancías refrigeradas, siendo uno de sus promotores el industrial Gustavus Franklin Swift (1839-1903) que desarrolla métodos de envasado de carne (como el corned beef) que permitieron acercar el consumo de carne fresca a las zonas urbanas e industrializadas estadounidenses, como la ciudad de Chicago entre otras, enlazándola con la Costa Este, lugares donde se producía la carne vacuna en gran cantidad. La carne de vacuno era ya, por aquel entonces, un recurso barato a disposición de la clase obrera y el hamburg steak estaba al alcance de la gran mayoría de la población, dando lugar a que esta circunstancia algunos autores la denominan jocosamente el «American beef dream» (el ‘sueño vacuno estadounidense’). En esta época se hacen populares los steakhouses donde se especializa la oferta en carne de vacuno en forma de filetes (en algunas ocasiones mezcladas con marisco en lo que se denomina Surf and turf).
La alta capacidad de producción ganadera de carne vacuna y su alta demanda debido al consumo por la sociedad estadounidense, hace florecer una potente industria cárnica a finales de siglo. Pronto surgieron problemas y corrupciones diversas entre empresas de la industria cárnica que comprometían la sanidad e higiene de la carne. A comienzos de siglo, el autor Upton Sinclair publica un «libro denuncia», en forma de crítica velada, titulado La Jungla (The Jungle), en el que narra de forma ficticia las conspiraciones y la corrupción empresarial de la industria cárnica de los Estados Unidos. El libro concienció a la sociedad acerca de la salubridad en el procesado de la carne vacuna y se creó la Ley de Pureza de Alimentos y Drogas patrocinada por la Administración de Alimentos y Medicamentos estadounidense. «The Jungle» marca un hito en la historia posterior de la hamburguesa, y las cadenas de restaurantes debieron demostrar su higiene en el cocinado de la carne, debido al efecto que provocó su polémica publicación en la sociedad estadounidense de comienzos de siglo XX. El autor Arthur Kallett publica en 1933 un libro titulado: «100,000,000 guinea pigs; dangers in everyday foods, drugs, and cosmetics» (100 000 000 conejillos de Indias; peligros en los alimentos cotidianos, medicamentos y cosméticos) en el que alerta por primera vez del contenido conservante que poseen las hamburguesas.

### Los polémicos orígenes

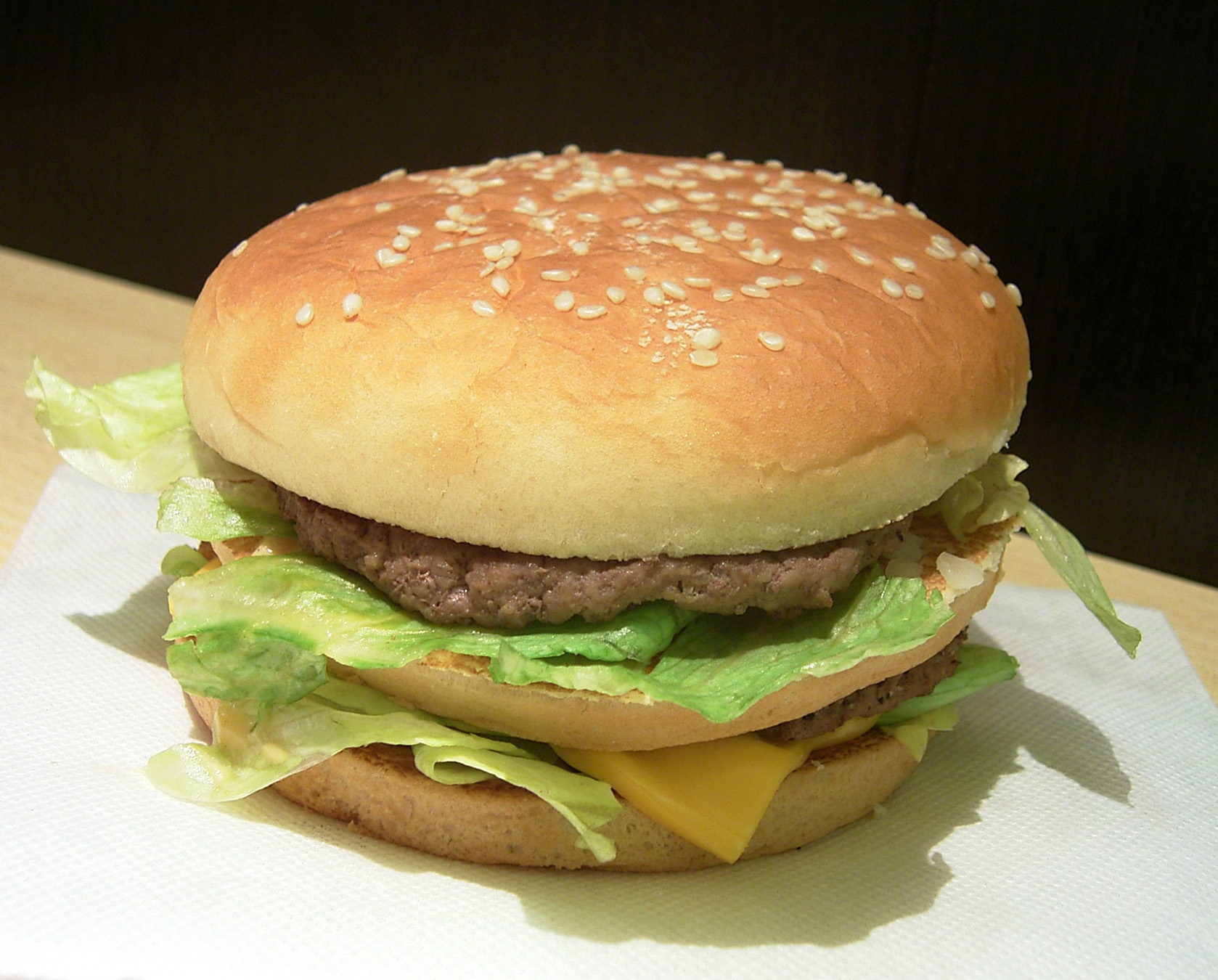
El Big Mac supuso una evolución de la imagen actual de la hamburguesa.

Se desconoce el origen exacto de la hamburguesa y quizás nunca se llegue a saber con certeza. La mayoría de los historiadores lo fijan en el momento en que un cocinero puso por primera vez un hamburg steak entre dos rebanadas de pan. Es difícil determinar quién tuvo la idea primero, debido a que no existen evidencias escritas al respecto, sino tan solo descripciones orales y afirmaciones directas a la prensa local.
No obstante, todos afirman haber cocinado una hamburguesa por primera vez en el periodo que va desde 1885 a 1904, lo que permite acotar el momento de su creación en un período de un par de décadas. A pesar de las historias dispares acerca de sus orígenes, hay elementos en común en su invención, siendo el más notable que la hamburguesa nace como un alimento asociado a eventos multitudinarios como parque de atracciones, ferias, congresos, festivales, etc. Todas las hipótesis comparten la presencia de vendedores callejeros.
Uno de los posibles padres de la hamburguesa es Charlie Nagreen (1870-1951) de Seymour (Wisconsin) que a la edad de quince años vendía hamburg steaks en un puesto callejero ambulante del festival anual Outagamie County Fair. Charlie Nagreen afirmaba que comenzó vendiendo hamburg steaks, pero que estos no gozaban de mucho éxito debido a que la gente quería moverse por el festival libremente, sin la necesidad de estar en su stand; por ello, Nagreen decidió «aplanar» el hamburger steak, introducirlo entre dos rebanadas de pan y ofrecerlo así al público para que se pudiesen desplazar libremente de stand en stand comiendo su sándwich, algo que fue bien aceptado por la clientela. Corría el año 1885 y a la invención la denominaron «Hamburger Charlie». Charlie Nagreen vendió hamburguesas en este festival hasta que murió en 1951. Hoy en día se celebra anualmente en su ciudad natal una «Burger Fest» en su honor.
Otro de los presuntos inventores es el cocinero Fletcher Davis (denominado familiarmente «Old Dave»), quien afirmaba haber tenido la ocurrencia de poner la carne picada entre panes a finales de 1880 en Athens (Texas). Fletcher tenía un puesto callejero junto con su mujer en la St. Louis World's Fair (Exposición Universal de San Luis) de 1904. El periodista tejano Frank X. Tolbert menciona a un vendedor llamado Fletcher Davis que servía en una cafetería ubicada en el 115 de Tyler Street en Athens, a finales de la década de 1880. Los habitantes de la zona aseguran que Davis estuvo vendiendo sándwiches de carne picada durante esa época, sin haber puesto una denominación clara a su invento. Durante la década de 1980, la cadena de helados Dairy Queen filmó un documental sobre el lugar de nacimiento de la hamburguesa.
En el mismo año que Charlie Nagreen afirmaba haber desarrollado su «Hamburger Charlie», en la ciudad de Hamburg (Nueva York), los hermanos Frank y Charles Menches de Akron (Ohio), unos cocineros ambulantes que circulaban por las ferias de ganadería de los alrededores, afirmaban haber vendido en el festival «Erie County Fair» (conocido también como «Hamburg Fair») un sándwich de carne picada de vacuno.
Según ellos, el nombre de la hamburguesa tiene su origen al haber sido vendido por primera vez este sándwich en dicha localidad neoyorquina. Esta afirmación ha estado siempre muy poco documentada y fundamentada, tratándose de una tradición oral no exenta de contradicciones. Es famosa su descripción de los ingredientes «secretos» empleados en sus recetas primigenias, tales como café o azúcar moreno.
A veces se menciona la versión del cocinero Otto Kuasw que, en 1891, en un puesto del puerto de Hamburgo (Alemania), elaboró un sándwich muy popular entre los marineros que consistía en un filete de hamburguesa de carne de vacuno frito en mantequilla y servido con un huevo frito encima, servido entre dos panes tostados. Al sándwich lo denominaban Deutsches Beefsteak (en alemán). Muchos de los marineros, procedentes de los barcos que hacían la travesía desde Hamburgo, al llegar a Nueva York pedían en los restaurantes un filete al estilo de Hamburgo.
Algunas fuentes señalan que la hamburguesa pudo haberse elaborado por primera vez en Connecticut, concretamente en New Haven hacia el 1895. Un periódico local cuenta que Louis Larssen, un inmigrante danés llegado a América en 1880, vendía mantequilla y huevos en un puesto ambulante en 1895. En 1974, en una entrevista al The New York Times, narra cómo elaboró por primera vez en el restaurante Louis' Lunch una hamburguesa denominada steak sandwich a partir de pequeñas tiras de carne de vacuno. La familia de Larssen sitúa la fecha de esta invención en 1900. En una confrontación pública entre el tío de Fletcher Davis y Kenneth Larssen (nieto de Louis), se afirma  tener documentación firmada bajo notario en 1900 en la que se demuestra la elaboración de la hamburguesa, recalcando la diferencia entre un hamburger steak y un hamburger sandwich.

### Los ingredientes

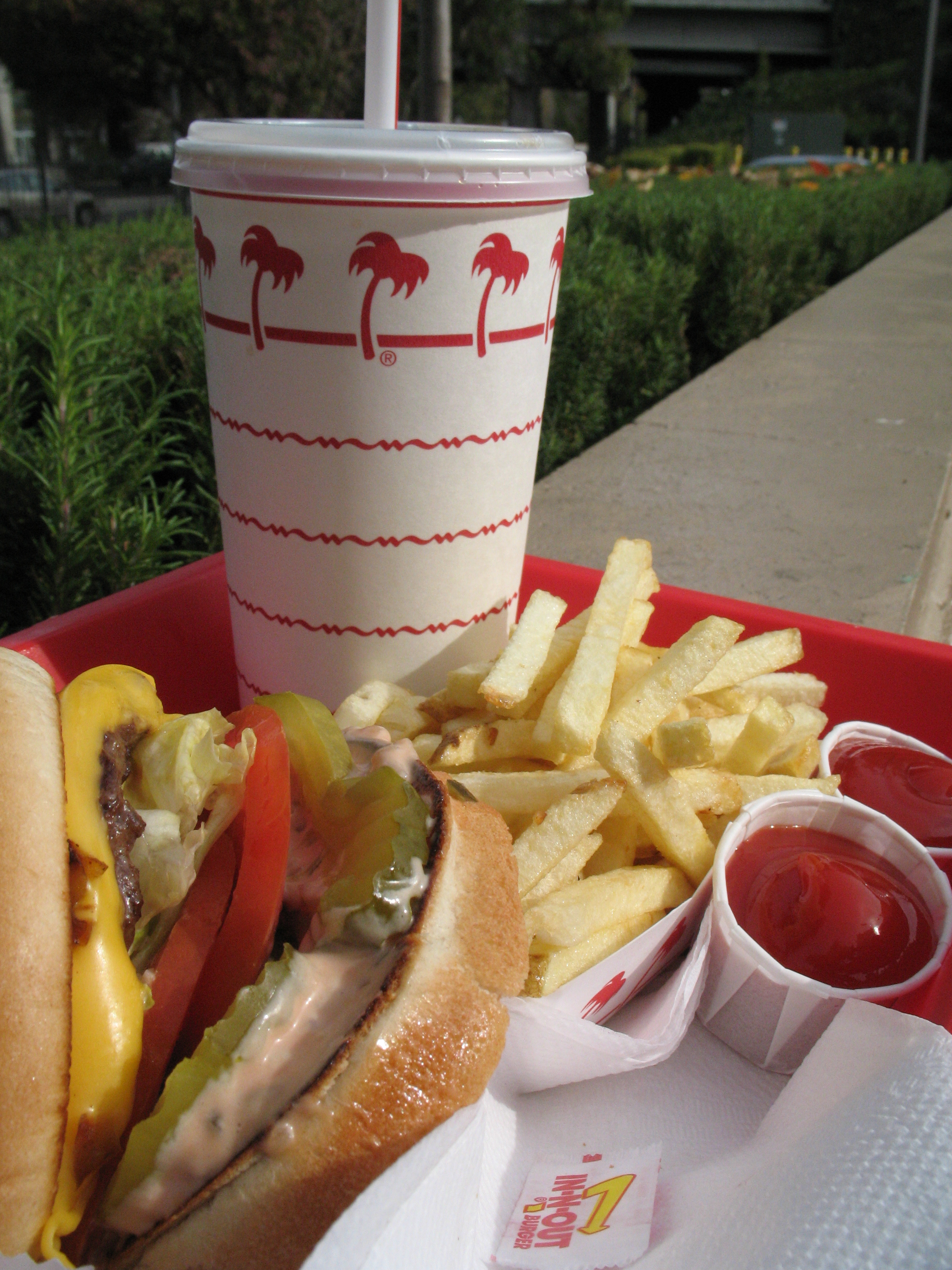
La hamburguesa actual tiene unos acompañamientos habituales.

El hamburg steak, una vez que se incluyó entre los dos panes, empezó a recibir una variedad de ingredientes diversos que se incluían bien en el sándwich o le acompañaban como guarnición en un plato. Uno de los ingredientes que acompañan a la actual hamburguesa es el kétchup, una salsa a base de tomates que posee una mezcla de sabores entre dulce/ácido y que empezó a comercializarse en 1869 por el empresario y cocinero Henry John Heinz en Sharpsburg, Pensilvania. La compañía se denominó inicialmente the Anchor Pickle and Vinegar Works (la salmuera del ancla y productos de vinagre) y en 1888 se proclama como F. & J. Heinz. A partir de esta fecha el empleo de esta salsa fue creciendo entre los consumidores estadounidenses, no siendo de extrañar que tarde o temprano acabase encontrándose con una hamburguesa en un instante indefinido entre finales del XIX y comienzos de siglo XX. La mostaza es de procedencia más antigua, se considera que los romanos empleaban un condimento elaborado con mosto y pepitas de uva sin fermentar al que denominaban mustum ardens. Otro ingrediente incorporado a la hamburguesa es la mahonesa que según parece es conocida desde el siglo XVIII en Francia tras la victoria naval de Louis-François-Armand du Plessis de Richelieu en el puerto de Mahón en Menorca cerca del 1756.
De entre las verduras que acompañan a la carne de la hamburguesa, la primera descrita en la literatura es la cebolla (generalmente cortada muy fina y en aros), la tradición estadounidense de sándwiches incluye casi siempre un componente vegetal. Ejemplos suelen ser el sándwich BLT (lechuga), algunos como el reuben (con sauerkraut), el coleslaw (a base de coles), así como otros encurtidos. Es muy posible que tras la inclusión del hamburger steak entre dos panes, se acabara incluyendo estos ingredientes vegetales de forma natural. Todos estos condimentos se incorporan a la imagen tradicional de la hamburguesa ya en su periodo dorado de la década de 1940. En algunos casos la guarnición le proporciona un «sabor regional» característico, como por ejemplo, las hamburguesas al estilo Tex-Mex servidas con una porción de chili con carne (chili burger).
En su origen, las patatas fritas, o papas fritas, tienen su origen en el pueblo mapuche en Chile, y fueron introducidas en Europa por España. La forma de bastón en la patata frita, se la disputan Francia y Bélgica. Los belgas reclaman las patatas fritas (papas fritas) como un invento originario de este país. El historiador belga Jo Gerard menciona que las patatas se freían en Bélgica ya en 1680 en la zona Holanda española, en el área de «el valle Mosa entre Dinant y Lieja, Bélgica». Las gentes humildes de esta región solían preparar sus comidas con pequeñas cantidades de pescado frito, pero cuando el río se congelaba no era posible pescar en él, y era entonces cuando cortaban pedazos de patata y las freían en aceite animal. Las patatas fritas se incorporan como aperitivo en los cafés de Estados Unidos de comienzos del siglo XIX, pero no empiezan a hacerse populares hasta que las grandes compañías de comida rápida las incorporaron al menú (McDonald's y Burger King) a mediados del siglo XX. Uno de los momentos más favorables para su inclusión a gran escala, vino cuando se mejoró el proceso de congelación inventado por la compañía: J.R. Simplot de la ciudad de Idaho en 1953. Con anterioridad las patatas se congelaban, pero perdían su sabor tras ser fritas y los nuevos procesos evitaban esta inconveniencia (gracias a una mezcla de sebo de vaca y aceite de soja). Tras esta mejora, en 1967, J.R. Simplot y el fundador de McDonald's Ray Kroc hicieron posible que las patatas fueran servidas ya peladas por la compañía Simplot, a las cocinas de los restaurantes, directamente para ser freídas. Al principio, hubo un problema de seguridad en la fritura y compañías como White Castle tuvieron que dejar de incluirlas en el menú durante la década de 1950 debido a los problemas de seguridad que planteaba en las cocinas.
Aparecen a finales de siglo una nueva generación de refrescos de cola que pronto acompañarán a la hamburguesa, así como igualmente lo hará la cerveza y pronto serán la bebida tradicional con la que se sirve la hamburguesa. Cabe destacar que la primera receta de Coca-Cola fue inventada en Columbus, Georgia en una tienda de ultramarinos por John Pemberton, originalmente denominada cocawine denominada Pemberton's French Wine Coca en 1885. Pudo haber sido inspirada por el éxito formidable que tuvo la Vin Mariani, una especie de cocawine europea. A finales del siglo XIX ya vendía botellas de refresco en gran parte de Estados Unidos. A comienzos del siglo XX otra compañía: Pepsi bebida creada por el farmacéutico Caleb Bradham ya rivalizaba en ventas con Coca-Cola. Las alianzas estratégicas entre las grandes compañías de distribución de hamburguesas marcaron el uso de una u otra bebida por el gran público. Cabe pensar que en los comienzos de la hamburguesa la bebida que solía acompañar era el café.

## Comercialización

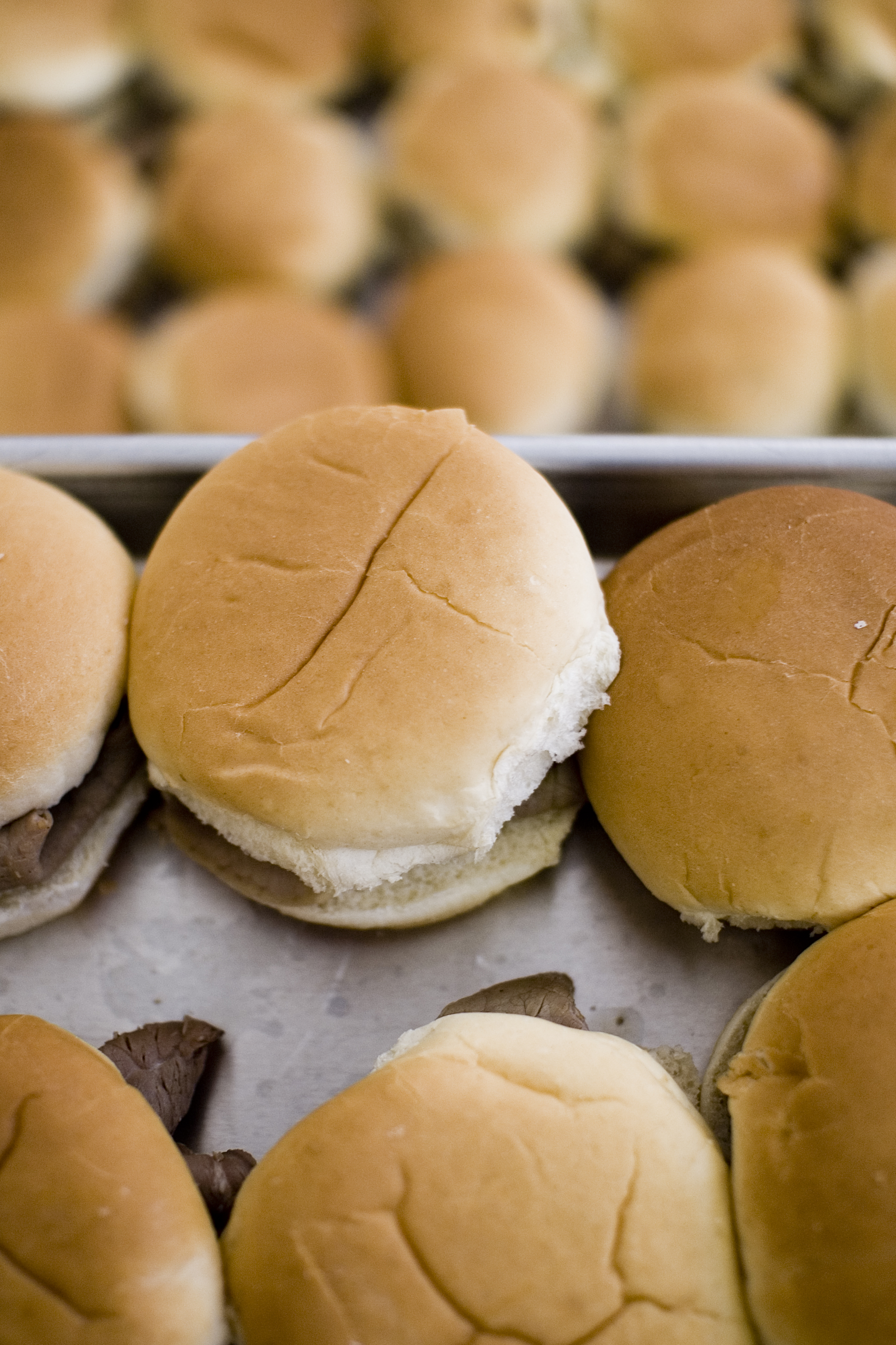
La hamburguesa resolvió el problema técnico de la producción en masa de alimentos semi-procesados

El siglo XX nace con la necesidad de tener que abastecer de alimentos a núcleos urbanos, centros con una alta capacidad productiva y una gran densidad de población. Los alimentos además debían de ser asequibles económicamente a una clase obrera que vivía mayoritariamente en dichos núcleos, manteniendo la mano de obra y la producción industrial. La hamburguesa nace en una época en la que es necesario comer «rápido» y «barato». Los avances tecnológicos en el terreno de la conservación de alimentos así como las mejoras en el transporte y la producción agrícola, hicieron posible que los ingredientes esenciales de la hamburguesa fueran fundamental y artificialmente «urbanos», ya desde su origen. El entorno socioeconómico estadounidense de la hamburguesa coincide con el final de la Primera Guerra Mundial así como con el azote de la Gran Depresión de 1929. En este entorno era favorable para su implantación la aparición de un alimento barato: esta es una de las razones por las que la hamburguesa de cinco centavos (un nickel) se hizo popular. La hamburguesa que ya estaba inventada en la primera década del siglo XX, ahora tenía que ser comercializada a gran escala, y algunos «visionarios» se dieron cuenta de que era conceptualmente fácil ponerla en un proceso de producción en serie.
La primera producción en cadena de coches fue la realizada por Carl Benz en 1888 en Alemania y bajo la licencia Benz. La aparición del teléfono en masa se realizó a comienzos del siglo XX, junto con los modernos medios de comunicación. Hay que pensar que para la gran mayoría de los estadounidenses que no habían comido en un restaurante en su vida, las cadenas de comida rápida que aparecían en las ciudades suponían un acercamiento a un mundo donde comer era una actividad pública. Nace el concepto greasy spoon (cuchara grasienta) aplicado a los lugares que sirven comidas donde la higiene se relaja en pos de un abaratamiento de la comida. Por otra parte aparece un mundo más interconectado, en el que existe una mayor disponibilidad de hacer viajes por diversos medios: automóvil, autobús o tren. Todos estos medios de transporte van mejorando y pronto resulta necesario alimentar a una creciente población «en permanente tránsito» y que circula por diversas ciudades haciendo negocios. George Pullman en la década de 1870 inventa el coche-cama y el coche restaurante con tal motivo. De la misma forma, el inmigrante inglés Frederick Henry Harvey es el primero en aprovechar la «dinámica de movimiento de masas» en la restauración con la empresa Fred Harvey Company que abastece a la población en una cadena de hoteles situados cerca de estaciones de ferrocarril y que ofrece cáterin en trenes, así como un servicio y una alta calidad en los alimentos.
La sociedad estadounidense de la época ve además como aparecen diversos conceptos nuevos de comida rápida, procedente de diversas etnias originarias de diferentes lugares del mundo. Por ejemplo, los alemanes hacen su aparición con el perrito caliente inventado en 1867 por el inmigrante Charles Feltman en su puesto callejero de Coney Island, Nueva York y que tiene la idea de introducir una salchicha de Frankfurt en el agujero de un pan.
Pronto aparecen imitadores de Charles como Harry Magley Stevens que tiene la idea de venderlos en los partidos de béisbol de los New York Yankees. Los inmigrantes italianos aparecen por las calles con sus carritos de helado así como los restaurantes donde se sirve pasta. Los inmigrantes chinos que inicialmente abren restaurantes para atender a su población, son poco a poco aceptados por la clientela estadounidense, lo que acaba en una fusión de cocinas chino-estadounidense (como el chop suey). En ese mundo diverso de comidas étnicas, la hamburguesa fue capaz de tomar los símbolos apropiados y convertirse en un alimento nacional de Estados Unidos.

### El «White Castle System»

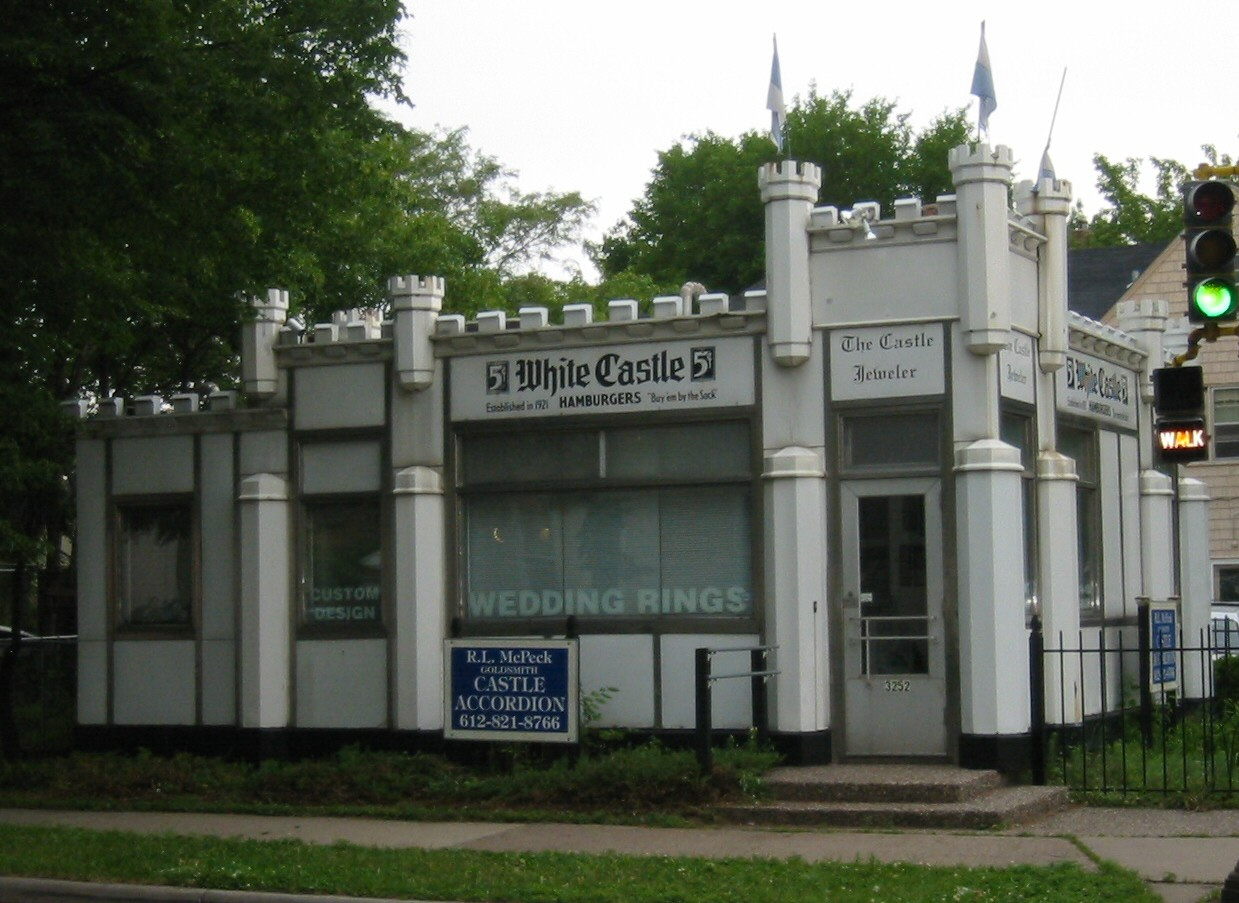
White Castle n.º 8 en Minneapolis (Minnesota).

El 16 de noviembre de 1916, el cocinero y empresario Walter Anderson abre un stand de hamburguesas en Wichita (Kansas); sus métodos higiénicos de cocinado (empleando parrillas y espátulas) impresionaron a los clientes de Wichita, y de esta forma poco a poco se iban haciendo regulares. En esta época, la hamburguesa no era muy conocida por el gran público de Estados Unidos, por lo que Walter añadía a sus hamburguesas aros de cebolla cuando se hacían en la parrilla, algo que hizo que tuvieran un sabor característico. Debido a la demanda creciente, muy a menudo le compraban las hamburguesas por docenas, lo que dio lugar al popular eslogan que identificó posteriormente a la compañía: «Buy'em by the sack» (Cómpralas a saco). A pesar de crecer durante un tiempo, Walter solo poseía cuatro stands en las zonas más concurridas de la ciudad. En 1926, el corredor de seguros estadounidense Edgar Waldo «Billy» Ingram se asocia con Walter para abrir el primer restaurante White Castle en Wichita. El restaurante nace con la idea de cocinar una hamburguesa rápidamente, dándole así el honor de ser la primera cadena de restaurantes de comida rápida del mundo.
«Billy» pronto se percató de que la palabra «hamburguesa» asimilaba en aquella época al gran público estadounidense a las actuaciones circenses, a las ferias de ganado, a un pedazo de carne grasiento que se comía en los bajos distritos de la ciudad. Edgar Waldo intentó cambiar desde el primer momento ese concepto y es denominado por algunos autores como el Henry Ford de la hamburguesa (movimiento denominado Fordismo). Inventó un concepto de restaurante que lanzó a la hamburguesa a la fama, lo denominó: «The White Castle System» (El sistema White Castle). Entre los años 1923 y 1931, ese sistema hizo que se establecieran casi cien restaurantes en ciudades a lo largo del Medio Oeste de Estados Unidos. Para concienciar a sus empleados, emitió un panfleto periódico (una especie de boletín informativo) titulado: «The hot hamburger» en el que instigaba a mejorar con creatividad la venta de este alimento. La idea era muy simple: elaborar rápido la hamburguesa y hacer posible pedirla en cualquier parte y comerla en casi cualquier posición. En lugar de ir a un restaurante y esperar media hora a ser servidos, dicho sistema proporcionaba en un tiempo razonable un menú en el que la hamburguesa se convertía en el ingrediente central. En aquellos tiempos, la hamburguesa se servía generalmente acompañada de un café. La novela de Upton Sinclair titulada La Jungla (The Jungle) había provocado un escándalo sobre el procesado de la carne, de tal forma que ahora al gran público se le ofrece «limpieza» y claridad. La cadena de restaurantes White Castle ofrecía limpieza, regularidad y sobre todo garantizaba que cada hamburguesa era servida por igual en cada uno de los restaurantes. Esta era una idea novedosa en aquel entonces que generaría un nuevo concepto sobre como servir alimentos en un restaurante. Durante los primeros años, White Castle hizo hincapié en ofrecer café de calidad e hizo estudios acerca de la calidad nutricional de sus hamburguesas, pagando estudios a las universidades.
La cadena fundamentó su triunfo en el poder de la propaganda, algo que fue original en aquella época, muy necesario para cambiar la percepción negativa que tenía el consumidor medio estadounidense tras los escándalos sobre el procesado de la carne. En 1931, es el primer restaurante en anunciar sus hamburguesas en periódicos con el viejo eslogan de Anderson: Buy'em by the sack. Sus restaurantes abrieron por primera vez las ventanas al exterior para ofrecer a los clientes comida para llevar. White Castle es conocida por ser la primera en comercializar hamburguesas de forma cuadrada, denominados «sliders» y se ofrecían a un precio de cinco centavos (un Nickel) hasta los años 1940. La cadena abriría en total catorce restaurantes hasta 1932, cuando White Castle incorporó su primera subsidiaria: «Paperlynen Company», esta empresa proporcionó los cartones y papel para envolver las hamburguesas y los gorros del personal de cocina. De la misma forma, adquirió empresas de porcelana que se encargaban de construir los pequeños restaurantes White Castle, empleando la porcelana en las características fachadas blancas.
Walter Anderson aportó ideas muy novedosas que hoy en día se tienen en cuenta, por ejemplo puso en práctica el empleo de una espátula especial para cocinar los pedazos de carne en la parrilla y poder apretarlos hasta hacerlos planos, fue también el primero en diseñar y hacer un pan especial para la hamburguesa. En 1949, un empleado llamado Earl Howell, se da cuenta de que una hamburguesa rota se hace en menos tiempo y esto da lugar a la idea de que las hamburguesas perforadas pueden hacerse en menos tiempo. En 1951, la cadena incorpora cinco perforaciones en sus hamburguesas. Antes de Walter Anderson, las hamburguesas se hacían en una parrilla durante un tiempo indeterminado y con bolas de carne picada que se «aplastaban» finalmente en unas rodajas de pan convencional (similar a un bocadillo). Las porciones de carne se congelaban, siendo servidas las hamburguesas mediante el empleo de carne congelada en lugar de fresca. El método del White Castle regularizaba los resultados, homogeneizaba la producción y ofrecía higiene a la vista de los clientes.
La cadena tuvo una progresión de ventas muy grande y su éxito fue tal que en 1926 ya tenían competidores, de esta forma en Milwaukee se abrían restaurantes con una denominación similar: White Tower Hamburgers fundada por John E. Saxe (padre) y Thomas E. Saxe (hijo). El avance de White Tower hizo que las dos compañías tuvieran diversas batallas legales en diversos estados durante los años 1930. En 1930, White Castle poseía ya cerca de 116 restaurantes repartidos a lo largo de 2300 kilómetros. Todos ellos en el territorio de los Estados Unidos. La cadena progresó con una gran cadena de restaurantes, pero en vida de «Billy» nunca se hizo franquicias y nunca se ha puesto un restaurante fuera del territorio de Estados Unidos. La carestía de carne de vacuno durante la Segunda Guerra Mundial en Estados Unidos hizo que la cadena no progresase en ventas, este efecto de integración vertical, unido a la aparición de cadenas de comida rápida que entendían el negocio más como una franquicia (integración horizontal) limitó su propagación.

### La era McDonald's

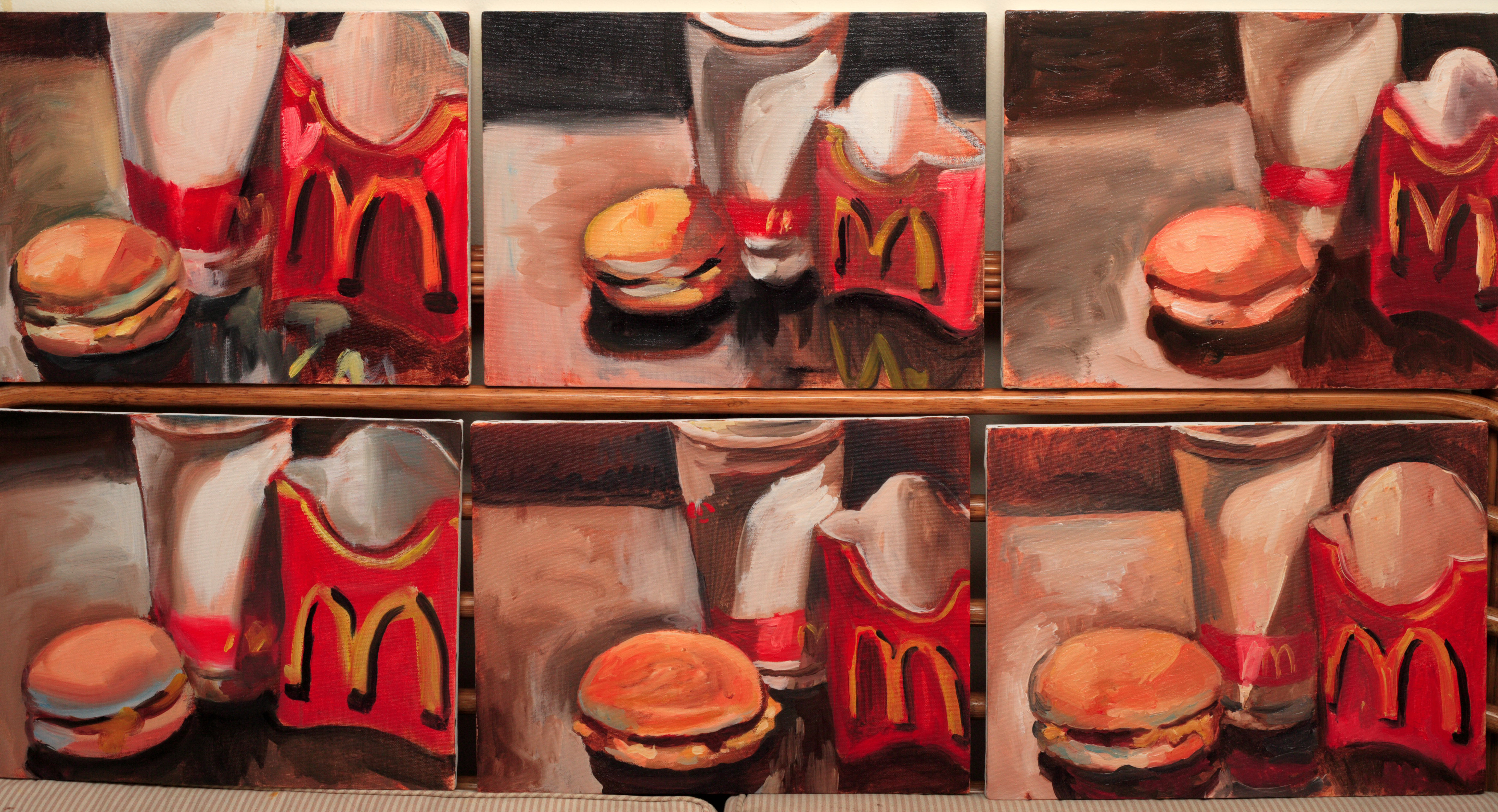
McDonald's preconiza en los años 40 la posibilidad de probar la misma hamburguesa en cualquier parte de Estados Unidos; en unas décadas lo hace en gran parte del mundo.

Los hermanos Dick y Mac McDonald inauguran en 1937 un stand de perritos calientes en la ciudad estadounidense de Monrovia (California). El éxito de sus ventas hacen que finalmente abran el año 15 de mayo de 1940 un restaurante en el trayecto de la Ruta 66, en San Bernardino, que denominan McDonald's. Analizando las ventas, descubren sorprendidos que el 80 % de sus ingresos proviene de la venta de hamburguesas. La composición de menús era de 25 platos diferentes, la mayoría de ellos basados en productos cárnicos a la barbacoa. Introdujeron el concepto de comida rápida en 1948 en algunos estados de Estados Unidos, y ya desde el principio estaban centrados en cómo hacer perritos calientes y hamburguesas de la forma más eficiente y rápida posible. El concepto con el que nacía McDonald's en la década de 1940 era muy simple, era necesario que la hamburguesa pudiese servirse en un tiempo récord de unos minutos y que además fuera posible poder servirla y comerla, incluso en el propio automóvil; intentando, además, elaborar un producto alimenticio barato al alcance de muchas economías. De esta forma nace a mediados del siglo XX el concepto de servicio tipo drive-in: hamburguesas y coches estaban íntimamente unidos en la década de 1950 para los estadounidenses. No solo era posible recibir una hamburguesa sin bajarse de un coche, sino que además no hacía falta esperar para la obtención del servicio. Dick y Mac abren con este concepto la primera cadena de McDonald's el 15 de abril de 1955 en Des Plaines, un suburbio al noroeste de Chicago (hoy en día denominado Museo McDonald's). Es de resaltar que la mascota que aparecía en los restaurantes de aquella época, era un muñeco en movimiento denominado «Speedee» que estuvo vigente como elemento iconográfico de la compañía hasta que fue reemplazado por el payaso Ronald McDonald posteriormente, en 1963.
Dick y Mac investigan intensamente los procesos existentes en las cocinas de sus restaurantes con el objeto de mejorarlos. Buscan con insistencia todo aquello que hace más rápido el cocinado de las hamburguesas, diseñan y patentan parrillas especiales para conseguir altos rendimientos de salida, hacen que los productos de cubertería desaparezcan y se sirven todos los productos en elementos desechables, elaborados de papel, con lo que disminuyen costes de lavavajillas, agua, jabón y mano de obra. Los hermanos McDonald crearon un sistema detallado de operación en la cocina, de tal forma que en cualquiera de las franquicias de Estados Unidos se operaba de igual forma, contratándose en especial a adolescentes.
Pero su salto cualitativo, desde el punto de vista de ventas, fue en 1955 con la primera franquicia propuesta por Harry J. Sonneborn, asumida finalmente por el ejecutivo y vendedor de maquinaria para helados Ray Kroc, que a la edad de 52 años toma las riendas de la compañía. Ray fue el promotor de la expansión de la cadena por todo el territorio estadounidense y que la elaboración de las hamburguesas se estandarizara definitivamente. Algunos personajes en torno al círculo de Ray fueron muy productivos e innovadores. Es de mencionar al ejecutivo y científico alimentario Herb Peterson que inventó el McMuffin en 1972, o el famoso saludo «May I have your order, please?» Otro de los inventos de la cadena fue el Big Mac en 1968 por Jim Delligatti en la franquicia de Pittsburgh. El éxito expansivo de McDonald's se debe principalmente al empleo del concepto franquicia, sistema que había inventado anteriormente la compañía de máquinas de coser Singer Corporation a finales de siglo XIX, y que pronto copiarían sus competidores. Hoy en día McDonald's tiene su propia universidad en la que entrena a personal de sus franquicias: McDonald's Hamburger University ubicada en Elk Grove Village (Illinois). Su graduado es «bachelor of hamburgerology with a minor in french fries» (‘Licenciatura en hamburgueseología con asignaturas secundarias en patatas fritas’). La expansión fue poco a poco y con algunas dificultades haciéndose a otros países, como ocurrió en 1996 con la apertura de un restaurante en Nueva Delhi ante la protesta de los dirigentes del país. En 1995, el país que más restaurantes posee de la cadena McDonald's (tras Estados Unidos) es Japón, seguido de Canadá y Alemania (más de cien países en total). La compañía a lo largo de su historia ha ido captando el simbolismo de la globalización y de la cultura occidental, siendo en algunas ocasiones objeto de protestas e indignación en diversas partes del mundo.

### Las variantes

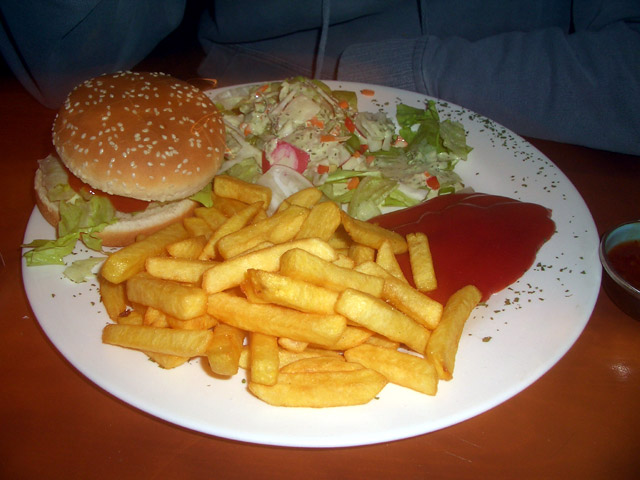
Una variante vegetariana de la hamburguesa.

Las variantes que han llegado a generarse sobre la hamburguesa a lo largo de los tiempos son diversas. Algunas de ellas con cierto éxito, llegando a ser muy populares. Sin embargo, esta diversidad ha estado en manos de otras cadenas de restaurantes que han intentado reproducir el fenómeno de éxito de McDonald's y White Castle. Tal fue el caso de la empresa Big Boy, que en 1936 empieza a operar mediante el cocinero Bob Wian en Glendale (California) con un restaurante al que denomina Bob's Big Boy. Esta cadena protagoniza un tipo de hamburguesas de gran tamaño, que denomina en sus menús como: double cheeseburger (hamburguesa doble con queso). Se sabe que las Big Boys fueron las primeras en servirse con un pan entre dos pedazos de carne picada, gracias a la idea que tuvo Bob Wian. La cadena se expandió a lo largo de Estados Unidos y Canadá en los años 1960. A pesar de los beneficios que proporcionaba, la cadena Big Boy se vendió en 1967 a la cadena Marriott Corporation, incluidos los derechos de la hamburguesa. Otro caso fue el de Kewpee Hamburgers, una cadena de comida rápida fundada en 1923 en Flint (Míchigan) por Samuel V. Blair bajo la denominación Kewpee Hotel Hamburgs.
Al igual que la invención de la hamburguesa, es difícil saber el instante exacto en el que la cheeseburger aparece en escena. Son varios los cocineros que afirman haber puesto por primera vez una rodaja de queso sobre la carne picada. Lionel Sternberger de Rite Spot en Pasadena (California), afirma que en el periodo entre 1924 y 1926 vendía hamburguesas con queso y es por esta razón por la que se le atribuye la invención. Se sabe, por la descripción de un menú de la época, que en 1928 el restaurante O'Dell servía a sus clientes de Los Ángeles hamburguesas con rodajas de queso. Luis Ballast, propietario del restaurante drive-in denominado Humpty Dumpty en Denver (Colorado) en 1935, hace un intento de hacer la marca registrada de la cheeseburger denominada yellowburger («hamburguesa amarilla»). J.C. Reynolds, operador de un bar del Sur de California desde 1932 hasta 1984, populariza la hamburguesa con pimiento. El queso procesado (generalmente el más empleado en las cheesebuguers) fue inventado en 1911 por Walter Gerber, habitante de la ciudad suiza de Thun, siendo sin embargo James L. Kraft el primero en aplicarlo como una patente estadounidense en 1916. Kraft Foods creó la primera versión comercial en lonchas (rodajas) de queso procesado, que se introdujo en los mercados en 1950.
Tras la Segunda Guerra Mundial, se abre una serie de cadenas denominada InstaBurger King (que se llamaría posteriormente Burger King). Su primer restaurante fue inaugurado el 4 de diciembre de 1954 en un suburbio de Miami (Florida) por James McLamore y David Edgerton; ambos fueron alumnos de la Cornell University School of Hotel Administration. McLamore visitó las instalaciones de McDonald's cuando pertenecían a los hermanos Dick y Mac McDonald en San Bernardino (California) y percibió el potencial que había tras la elaboración de hamburguesas siguiendo los métodos innovadores de producción en cadena. Es por ello por lo que decidió crear una cadena similar propia. En 1959, Burger King ya disponía de cinco tiendas dentro del área metropolitana de Miami, lo que les impulsó a decidirse a realizar la expansión por todo el territorio estadounidense mediante un sistema de franquicia; un método muy innovador, por aquella época, de hacer crecer un negocio con un relativo bajo coste. Formaron Burger King Corporation como empresa central y empezaron a vender franquicias a lo largo de todo Estados Unidos. La empresa Burger King así como la central Burger King Corporation fueron adquiridas por Pillsbury Company en 1967. Durante la década de 1970, la compañía empieza a expandirse a otros lugares como América del Sur y Europa. El producto central de Burger King es la Whopper, creada en 1957 por el fundador James McLamore y fue puesta a la venta por tan solo 37 centavos.
A finales de la década de 1970, se abre otra cadena de hamburguesas Wendy's fundada por Dave Thomas y John T. Schuessler el 15 de noviembre de 1969 en Columbus (Ohio). Esta cadena pronto se convertirá en la tercera compañía de distribución de hamburguesas. La principal característica, es que ellos declaran hacer las hamburguesas empleando carne fresca, no congelada. Wendy marcó una polémica en la década de 1980, gracias a un anuncio en el que un personaje veía que su hamburguesa tenía apenas algo de carne, haciendo un comentario que ha quedado hoy en día en la memoria colectiva del lenguaje estadounidense: «Where's the beef?» (¿Dónde está la carne?).

### El mito culinario

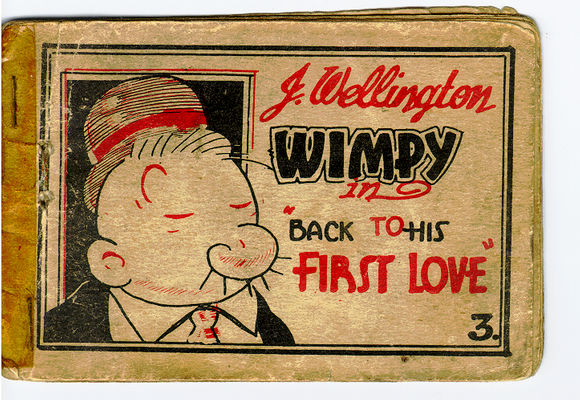
J. Wellington Wimpy (Wimpy) uno de los amigos de Popeye que posee una avidez tremenda por las hamburguesas. Wimpy se hace amigo de Popeye en una tira cómica de 1931.

La hamburguesa se hace muy popular entre los estadounidenses en el periodo de postguerra de la Primera Guerra Mundial, y una muestra de ello es la aparición de personajes de cómic como puede ser Popeye el marino que ingiere espinacas para ser fuerte. La primera aparición de Popeye fue el 17 de enero de 1929 como un personaje secundario de la tira cómica de E. C. Segar denominada Thimble Theater. Entre los personajes que rodean a Popeye se encuentra J. Wellington Wimpy (Denominado abreviadamente Wimpy) que es un amante de las hamburguesas, un personaje que aparece como educado y glotón. Wimpy populariza una frase «I'll gladly pay you tomorrow for a hamburger today» (‘Con mucho gusto le pagaré mañana, la hamburguesa que me sirva hoy’). Este personaje de la década de 1930 presenta la hamburguesa a la juventud de la época, como un alimento sano. Se creó una cadena de restaurantes de comida rápida denominada Wimpy's en su honor que vendía hamburguesas a diez céntimos.
Durante la década de los años 1940, el 22 de diciembre de 1941, aparece un cómic de dibujos animados basados en muchachos adolescentes, creado por John C Goldwater, Vic Bloom y Bob Montana, en donde el personaje principal de estos era «Archie» junto con sus amigos conocidos en Latinoamérica como Verónica, Betty, Carlos, Esther, Gorilón y Torombolo, el cual era aficionado al consumo de hamburguesas.
Con la misma idea aparecen personajes ficticios en la cultura de Estados Unidos, como puede ser Ronald McDonald, personaje con disfraz de payaso ideado por Willard Scott, que aparece en 1963 por primera vez en un programa de televisión. Otra de las apariciones populares de la hamburguesa tiene lugar en Zap Comix #2, uno de los más famosos underground comix de finales de la década de 1960, en el que el dibujante Robert Crumb diseña un personaje denominado «Hamburger Hi-Jinx». Ya a finales de la década, el pop art incluye a la hamburguesa como elemento artístico, apareciendo en obras de Andy Warhol («Dual Hamburger») y Claes Oldenburg («Floor Burger»), Mel Ramos (en 1965 su «Vinaburger») y más recientemente David LaChapelle (2002, «Death by Hamburger»).
Un ejemplo de la popularidad e identificación de la hamburguesa con el pueblo estadounidense es la Batalla de la Colina de la Hamburguesa; ocurrida durante la guerra de Vietnam en mayo de 1969. Su denominación está inspirada por el número de bajas estadounidenses y vietnamitas que hacen que el escenario se asemeje a una «carnicería». Una de las inspiraciones de George Lucas en la Guerra de las galaxias es la nave Halcón Milenario, inspirada en una hamburguesa. Otra aparición de la hamburguesa en la cultura popular ocurre en los juegos de ordenador. Uno de los más conocidos es Burgertime, que trata de un juego al estilo de arcade creado en 1982 por la empresa Data East Corporation. La hamburguesa aparece en algunos monográficos de televisión estadounidenses como American Eats y Man v Food.
En la década de 1960 se produjo una fuerte motorización de la sociedad estadounidense. El presidente Dwight Eisenhower quedó muy impresionado por las Autobahnen alemanas y es por esta razón por la que en 1956 declara la Federal Highway Act, las dos grandes compañías de automóviles aceleran su negocio de ventas de automóviles. Llegado este momento de uso extensivo del automóvil, la hamburguesa estaba ahí para ser servida en los drive-ins (a veces por camareros a los que se denominan: carhops). Los primeros drive-in eran conocidos en EE. UU. ya a comienzos de la década de 1930 y poco a poco se fue convirtiendo en un elemento frecuente dentro de la geografía estadounidense. De la ventaja de que servir hamburguesas en el coche era una posibilidad de negocio se dieron cuenta los ejecutivos de McDonald's, así como los de innumerables cadenas de fast food pequeñas. La popularidad de la hamburguesa creció entre la población estadounidense y las estadísticas muestran cada estadounidense come de media tres hamburguesas a la semana.
Esta época estaba marcada por la Guerra Fría, un nuevo concepto político que emerge tras la Segunda Guerra Mundial. La hamburguesa, de origen estadounidense, recogió todo el simbolismo nacional. La aparición a mediados de la década de 1950 en los hogares de Estados Unidos de eventos sociales privados, que se celebraban mediante una barbacoa en el patio de la casa, al aire libre, eran muy comunes. En este tipo de celebraciones sociales, la hamburguesa ocupaba una posición gastronómica-social relevante. En estos años de finales de la década de 1960, las hamburguesas empezaron a crecer de tamaño, siendo uno de los promotores Big Boy. Burger King lanzó al mercado la Whopper y empezó a competir con McDonald's en ventas, razón por la que saca al mercado la cuarto de libra (quarter pounder). La carrera de las grandes cadenas de venta de hamburguesas había comenzado, y con ello la época de los precios de pocos centavos por hamburguesa estaban ya en declive.
En la década de 1970, las principales cadenas de hamburguesas empezaron a emplear gran cantidad de recursos en marketing y para ello entraron en la batalla de marketing de series de anuncios comparativos. A este suceso se denominó jocosamente la «guerra de la hamburguesa» entre los estadounidenses. Las alusiones directas, así como las comparativas entre ellas eran un tópico común en las campañas publicitarias. Nace a finales de la década de 1980, la era de los eslóganes en las grandes cadenas de restaurantes. En la serie de televisión de 2011 titulada Bob's Burgers aparece frecuentemente la hamburguesa.

## Fenómeno global

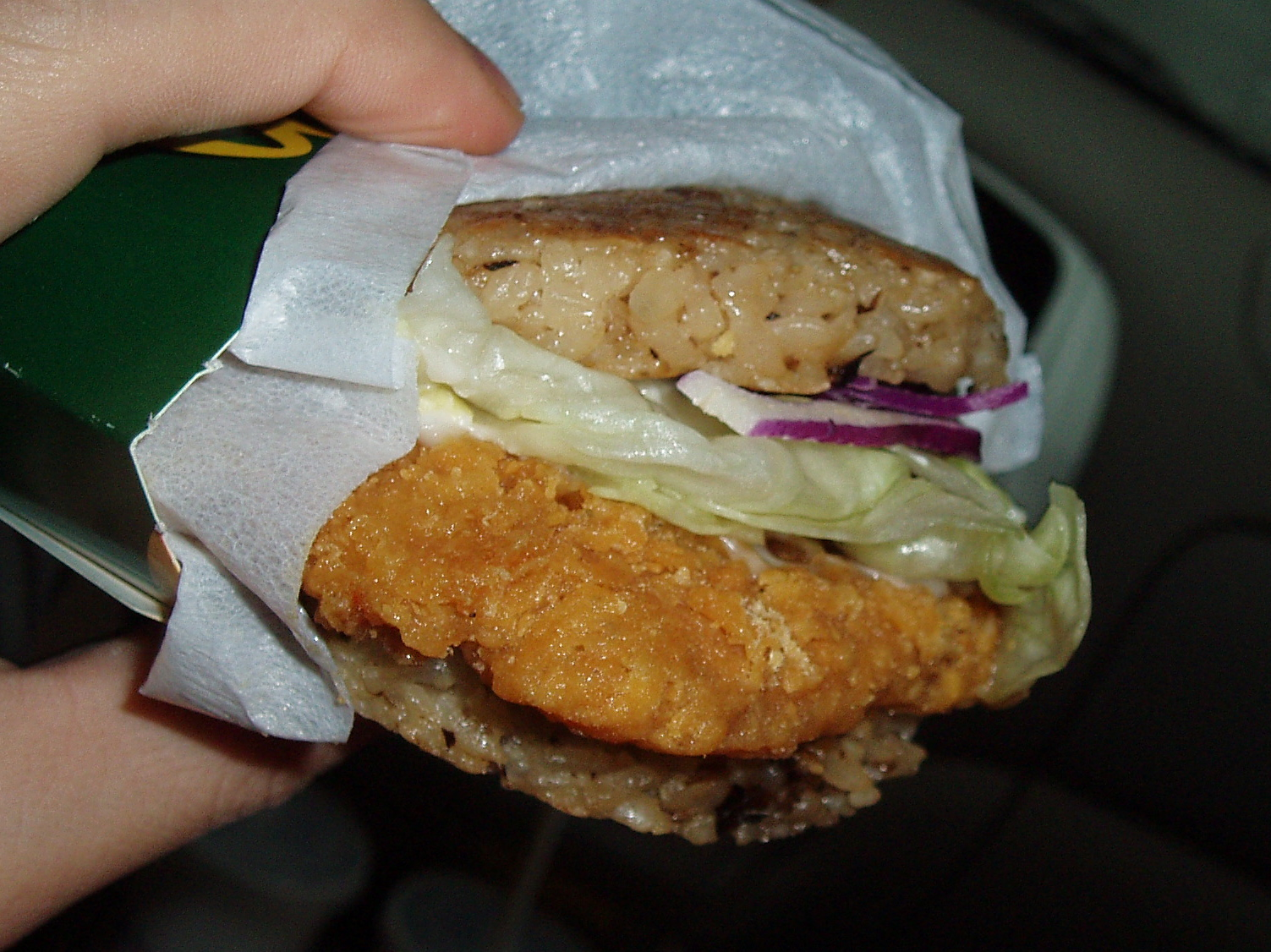
Nuevo continente, nuevos conceptos: hamburguesa vietnamita de arroz.

La hamburguesa, tal y como se conoce hoy en día, nace en Estados Unidos, pero no es hasta mediados del siglo XX, durante la posguerra de la Segunda Guerra Mundial, cuando empieza a expandirse por diversos países, globalizando el concepto de comida rápida. Los máximos responsables de esta progresiva implantación son las grandes cadenas de restaurantes. El afán de expandir el negocio e incrementar los ingresos ejerce de motor para ir instalando franquicias en diferentes lugares y culturas del mundo, extendiendo el concepto de globalización al ámbito de la alimentación. Una de las primeras empresas en mostrar la necesidad de abordar la venta de hamburguesas en nuevos países fue McDonald's. El 21 de agosto de 1971, en Zaandam, cerca de Ámsterdam (Países Bajos), abre la primera franquicia europea (a cargo de la empresa Ahold). En la década de 1970 la cadena comienza a expandirse por Europa y Australia. En Asia (concretamente Japón bajo la influencia Yōshoku) surge en 1972 una cadena de restaurantes de comida rápida: MOS Burger (モスバーガー Mosu bāgā?), acrónimo de «Mountain Ocean Sun» (‘montaña, océano, sol’) que llega a competir con McDonald's en ventas; sus productos son variantes de la hamburguesa adaptadas al mundo asiático: teriyaki burger, takumi burger, hamburguesa de arroz y similares. En Hong Kong, Aji Ichiban compite con las grandes cadenas, extendiéndose pronto por toda Asia. Una de las primeras máquinas expendedoras de hamburguesas se estrenó en Ámsterdam en 1941, bajo la marca comercial FEBO (denominada así por el nombre de su creador: Ferdinand Bolstraat).
Al mismo tiempo que se extiende la hamburguesa por el mundo, esta adquiere diversas características locales como la carne picada, que por ejemplo, emplea como fuente la de los animales locales (canguro en Australia), o acompañamientos como el chile con carne en la comida Tex-Mex.
La expansión de la hamburguesa, junto con la estandarización de su elaboración, hace que el precio se emplee como un índice económico de referencia de los países, es el denominado «índice Big Mac». El sociólogo estadounidense George Ritzer acuña en 1995 el concepto de «McDonaldización» en su libro «McDonaldization of Society». Con el Índice Bic Mac se computa cuanto vale (en dólares estadounidenses) la hamburguesa en los distintos lugares del mundo, lo que permite contrastar la paridad de poder adquisitivo de la economía de cada uno de los 120 países en los que está presente la multinacional. Paralelamente, aparecen en el mundo diferentes concursos de comida en los que participan diversos contrincantes de cada país; uno de los más conocidos es el Krystal Square Off (en el que se consumen hamburguesas procedentes de los restaurantes Krystal), patrocinado por el International Federation of Competitive Eating (IFOCE) y que se celebra anualmente desde 2004.

## Actualidad

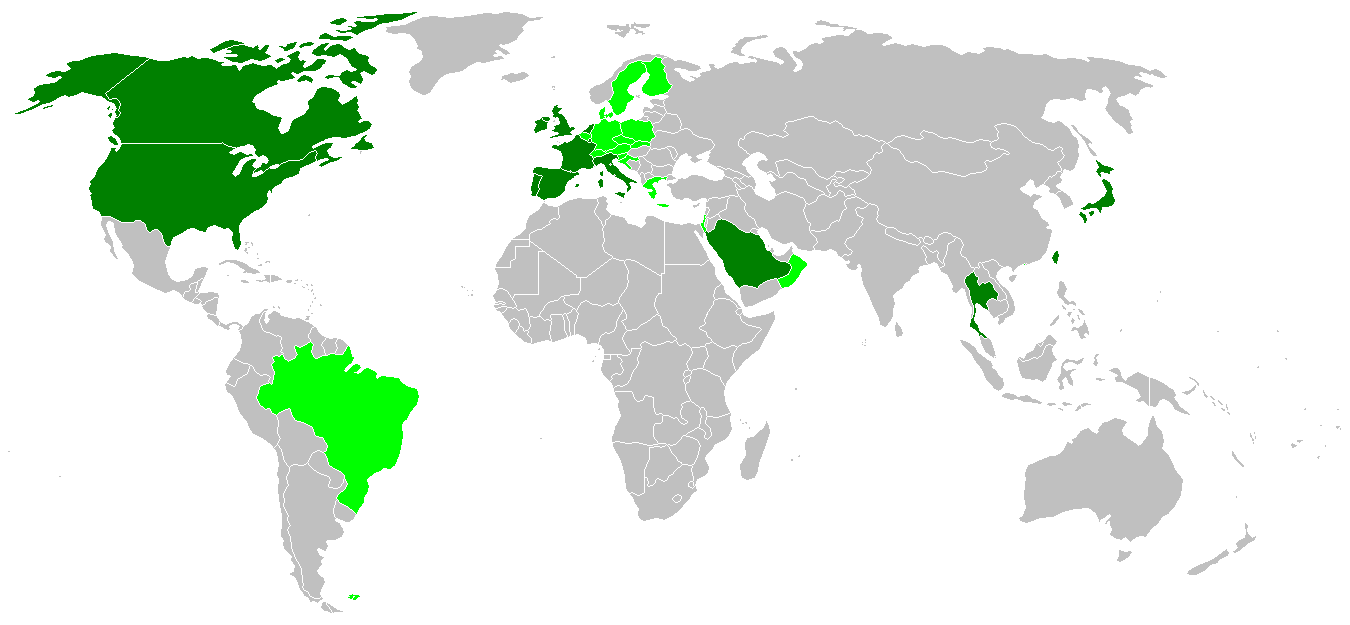
Verde oscuro: regiones donde se han confirmado casos humanos de la ECJv; el verde claro señala sitios donde se registraron casos de EEB.

A comienzos del siglo XXI aparece la hamburguesa como protagonista en algunos libros de la literatura especializada de temas culinarios, un ejemplo es la obra Fast Food Nation: The Dark Side of the All-American Meal (2001) publicado por el periodista de investigación Eric Schlosser, y que en él examina la influencia local y global de la industria de la comida rápida estadounidense. Comienzan a aparecer las denominadas «Gourmet burger» que son hamburguesas elaboradas con ingredientes de lujo y por cocineros de la alta cocina. Una de las primeras fue cocinada en la ciudad de Nueva York por el cocinero Daniel Boulud en junio de 2001 y ofrecía una hamburguesa de 29 dólares con lomo, costillas breseadas, trufa negra en conserva y un mirepoix de verduras. En Manhattan el restaurante «Old Homestead», uno de los más antiguos sirviendo steaks, ofrece una hamburguesa por 44 dólares con carne de ternera japonesa de raza wagyu. Son conocidas pronto las variantes de las burger boutique en la que se ofrecen nuevas variedades de hamburguesas haciendo gala de la creatividad de los cocineros, que incluyen ingredientes de temporada así como alimentos autóctonos específicos.  

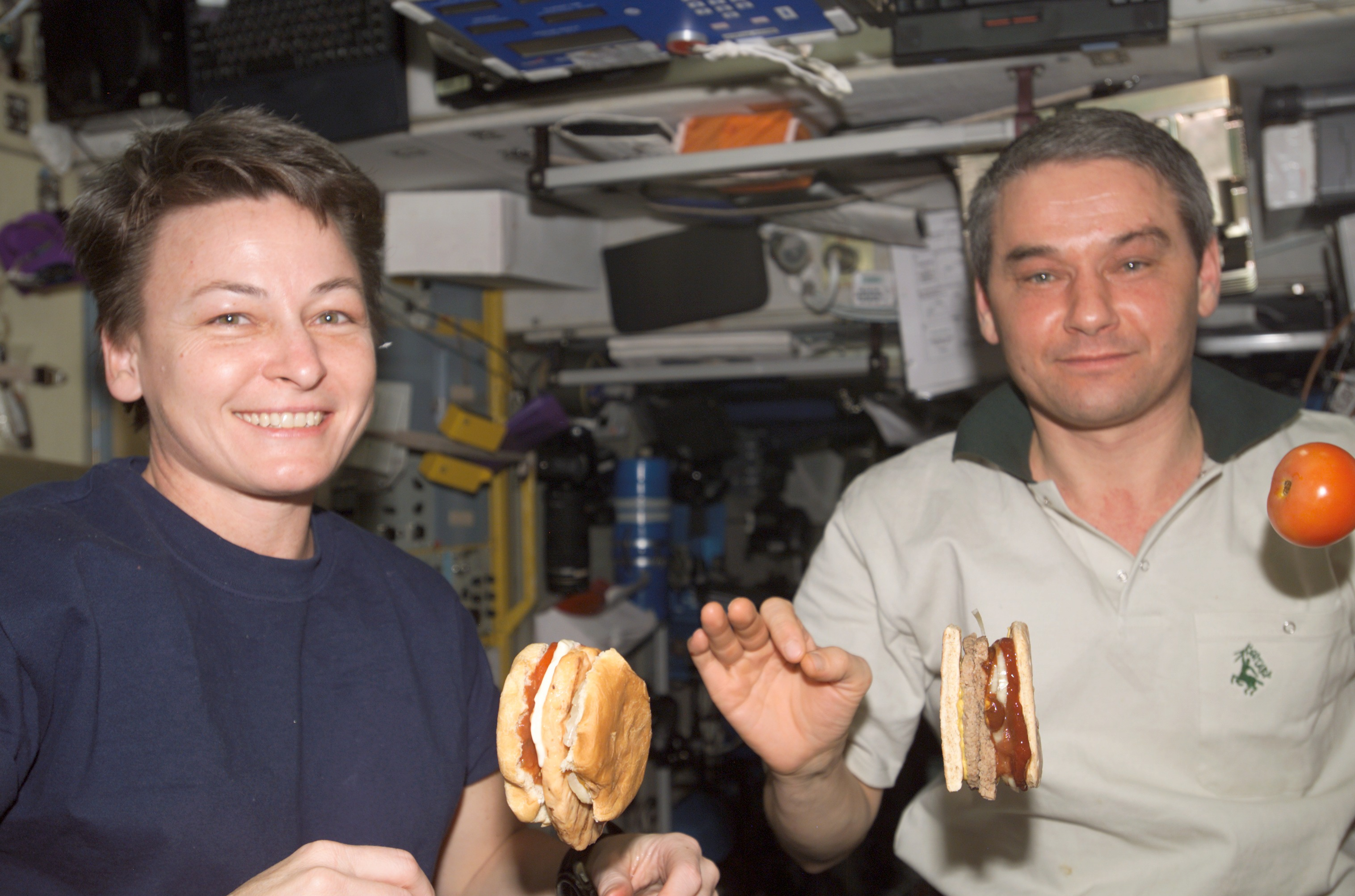
Astronautas comiendo hamburguesas en el espacio. El diseño de la gastronomía espacial las incluyó en la Estación Espacial Internacional (EEI).

La hamburguesa entra en la alta cocina de manos de Richard Blais, alumno de Ferran Adrià, que introduce en 2004 en un restaurante de la ciudad de Atlanta una hamburguesa del estilo de las que se sirven en la cadena Krystal envueltas en una cinta de seda. Este salto de la hamburguesa a la alta cocina hace que sitios tradicionales empiecen a servirla. Alberto Chicote en Madrid hace variantes caseras de la hamburguesa en su cocina, emplea carne de cerdo ibérico, ketchup y mostaza caseras. En 1993, Max Schondor introduce la boca burger elaborada de soja. Aparece un personaje de dibujos animados en 1999 denominado Bob esponja, se trata de las aventuras de una esponja de mar que tiene como oficio ser cocinero de hamburguesas en Mr. Krabs's elaborando las populares Krabby Patty burgers (burguer cangreburguer), alrededor de estas hamburguesas se crea un mundo de personajes.
En Estados Unidos, a comienzos del siglo XXI, se empiezan a celebrar centenarios sobre la hamburguesa. Hay que destacar dos lugares en EE. UU. donde se organizaron fiestas con motivo de celebrar el origen de la hamburguesa. Uno es Athens, Texas (debido a Fletcher Davis) que en noviembre de 2006, en una resolución del estado de Texas, hace que se apruebe que Athens es el «Original Home of Hamburger» (‘Lugar de procedencia original de la hamburguesa’). Sin embargo, en agosto de 2007 el estado de Wisconsin afirma lo mismo de su localidad de Seymour, Wisconsin (Charlie Nagreen). Estas dos resoluciones dejan repartida la autoría de la hamburguesa entre dos ciudades estadounidenses. Cada año se celebra un Burger Fest en Seymour el primer sábado de cada mes de agosto. De la misma forma se celebran competiciones con carácter anual desde 2010 en algunas ciudades estadounidenses mostrando ante un jurado popular la mejor hamburguesa elaborada en la zona, se denominan «The Battle of the Burger». Siendo las más famosas las que se celebran en Virginia-Highland (Atlanta), Denver, Nueva York, etc. 

### Polémicas nutricionales

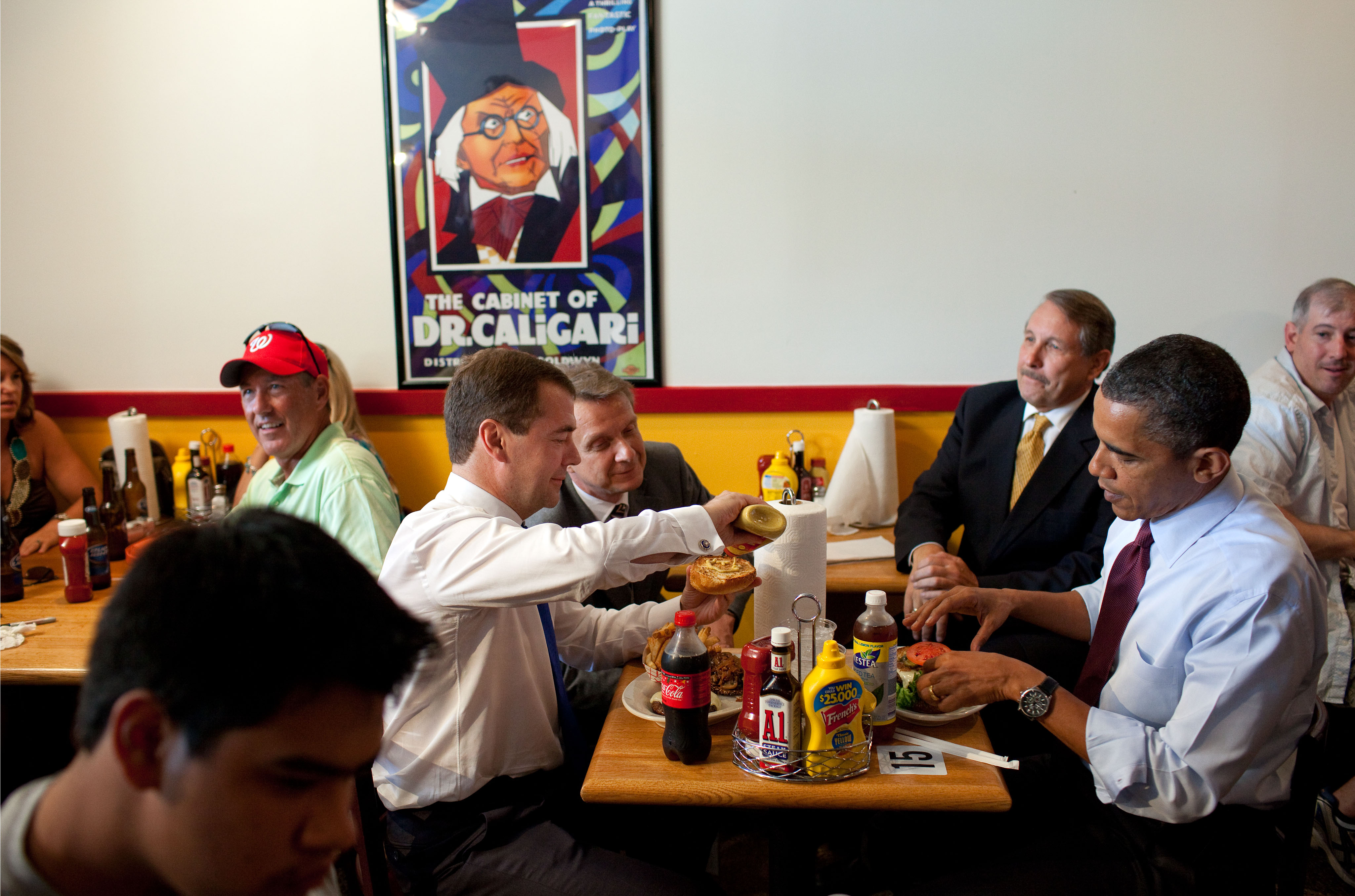
Barack Obama junto con el presidente ruso Dmitri Medvédev reunidos en Ray's Hell Burger sirviéndose de una hambuguesa

Ya entrando en siglo XXI, la hamburguesa ha sufrido diversas polémicas de carácter nutricional, en plena era en que la población mundial empieza a sentir preocupación por el sobrepeso (con la consiguiente aparición de las dietas hipocalóricas), la aparición de hamburguesas de gran contenido calórico (denominadas popularmente como 'hamburguesas XXL') disparó diversas alarmas en la sociedad. Hamburguesas como la triple Whopper, que sobrepasa las mil calorías vulneran la denominada Estrategia Sanitaria Contra la Obesidad (NAOS) promovida por institutos sanitarios como la AESAN, que lucha para prevenir el crecimiento de la incidencia de la enfermedad de la obesidad en la población, en especial la obesidad infantil. Los dietistas empiezan a ver que el consumo de alimentos con fuerte densidad de calorías puede provocar un apetito desmedido. Este tipo de mensajes ha hecho que las cadenas de restaurantes hayan reducido las calorías en sus hamburguesas desde comienzos de siglo XXI. A finales de siglo XX cabe destacar la acción judicial denominada el caso McDonald's Restaurants contra Morris y Steel coloquialmente denominado el Caso McLibel (Caso McDifamación), relativo a un libelo publicado por dos activistas ecologistas: Helen Steel y David Morris titulado: What’s wrong with McDonald’s: Everything they don’t want you to know (‘¿Que está mal en McDonald's?: Todo lo que ellos no quieren que sepas’). Posteriormente se elaboró un documental denominado: McLibel.
Una de las principales crisis sufridas ocurrió con la aparición de la Encefalopatía espongiforme bovina (el mal de las «vacas locas»), y su variante la enfermedad de Creutzfeldt-Jakob, que hizo que el consumo de carne de vacuno descendiera a finales del siglo XX y con ello las ventas de hamburguesas, así como las de cualquier otro producto cárnico derivado. Las cadenas principales de venta de comida rápida tuvieron que salir a los medios para aclarar las quejas de consumidores y la preocupación de la población. Se empezó a diversificar los menús en los restaurantes y aparecieron elementos «no cárnicos». Se hizo un esfuerzo por presentar la «clásica hamburguesa» elaborada con carne de pollo, pescado e incluso la hamburguesa vegetariana (similar al vada pav indio). Productos que se ensayaron en la década de 1970 con muy poco éxito en las grandes cadenas de distribución de hamburguesas, ahora se lanzan con la intención de poder diversificar los menús.

### Medios
A comienzos del siglo XXI se rueda la película documental relacionada con el consumo obsesivo-compulsivo de hamburguesas de algunos estadounidenses, el largometraje se denomina: Super Size Me, dirigida y protagonizada por Morgan Spurlock (2004), en la que una persona decide alimentarse únicamente de comida de los restaurantes McDonald's durante un mes entero. En el mismo año se estrena la película Harold & Kumar Go to White Castle ambientada en el entorno de los restaurantes White Castle. Posteriormente en el 2006, Fast Food Nation refleja en un mundo de ficción, las intrigas y maquinaciones de la industria cárnica en la frontera entre Estados Unidos y México, estando la obra basada en el libro que apareció en 2001 Fast food nation: the dark side of the all-american meal. La hamburguesa entra en este siglo con grandes retos en una sociedad dividida entre la preocupación por lo que come y la obesidad epidémica al mismo tiempo que un progresivo incremento en la ingesta de calorías.
En 2009 la cadena Burger King populariza en Japón una variante de la Whopper que denomina Windows 7 Whopper empleada en la promoción del sistema operativo Microsoft's Windows 7. La hamburguesa es una variante de la BK Stacker que posee siete patties de trece centímetros (cinco pulgadas) de altura. El presidente estadounidense Obama haciendo gala de un nuevo estilo de protocolo, se reúne con el presidente ruso Dmitri Medvédev en la hamburguesería Ray's Hell Burgers en junio de 2010, siendo la primera vez que dos líderes internacionales se reúnen en una hamburguesería incluyéndolo en un protocolo.